# Liste der türkischen Supercup-Spiele
Diese Liste führt die offiziellen Spiele um den Türkischen Fußball-Supercup seit ihrer Reaktivierung 2006 auf.

## Cumhurbaşkanlığı Kupası 1966
| Beşiktaş Istanbul (Meister)                                       | Beşiktaş Istanbul (Meister) | Galatasaray Istanbul (Pokalsieger) | Galatasaray Istanbul (Pokalsieger) |
| ----------------------------------------------------------------- | --- | --- | ---------------------------------- |
| Beşiktaş Istanbul (Meister)                                       | \| 21. September 1966 um 20:00 Uhr in Ankara (Ankara 19 Mayıs Stadı) \| \| Ergebnis: 0:2 (0:2) \| \| Schiedsrichter: Sabahattin Ladikli \| \| Spielbericht \|                                                                        | \| 21. September 1966 um 20:00 Uhr in Ankara (Ankara 19 Mayıs Stadı) \| \| Ergebnis: 0:2 (0:2) \| \| Schiedsrichter: Sabahattin Ladikli \| \| Spielbericht \|                                           | Galatasaray Istanbul (Pokalsieger) |
| Beşiktaş Istanbul (Meister)                                       | Sabri Dino (46. Necmi Mutlu) – Fehmi Sağınoğlu, Erkan Yanardağ, Milonja Kaličanin – Sami Şenol, Cevdet Çetinkaya, Kaya Köstepen, Ahmet Özacar – Ahmet Şahin, Fethi Türkeş, Coşkun Ehlidil Cheftrainer: Ljubiša Spajić ( Jugoslawien) | Bülent Gürbüz – Ergün Acuner, Tuncer İnceler, Turan Doğangün, Ahmet Tuna Kozan – Mustafa Yürür, Bahri Altıntabak, Yılmaz Gökdel, Ayhan Elmastaşoğlu – Uğur Köken, Metin Oktay Cheftrainer: Gündüz Kılıç | Galatasaray Istanbul (Pokalsieger) |
| Beşiktaş Istanbul (Meister)                                       | 0:1 Turan Doğangün (10.) 0:2 Ayhan Elmastaşoğlu (13.) | | Galatasaray Istanbul (Pokalsieger) |
| 21. September 1966 um 20:00 Uhr in Ankara (Ankara 19 Mayıs Stadı) | | |                                    |
| Ergebnis: 0:2 (0:2)                                               | | |                                    |
| Schiedsrichter: Sabahattin Ladikli                                | | |                                    |
| Spielbericht                                                      | | |                                    |

## Cumhurbaşkanlığı Kupası 1967
| Beşiktaş Istanbul (Meister)                                  | Beşiktaş Istanbul (Meister) | Altay Izmir (Pokalsieger) | Altay Izmir (Pokalsieger) |
| ------------------------------------------------------------ | --- | --- | ------------------------- |
| Beşiktaş Istanbul (Meister)                                  | \| 30. Juni 1967 um 21:00 Uhr in Ankara (Ankara 19 Mayıs Stadı) \| \| Ergebnis: 1:0 n. V. \| \| Schiedsrichter: Veli Necdet Arığ \| \| Spielbericht \|                                                                         | \| 30. Juni 1967 um 21:00 Uhr in Ankara (Ankara 19 Mayıs Stadı) \| \| Ergebnis: 1:0 n. V. \| \| Schiedsrichter: Veli Necdet Arığ \| \| Spielbericht \|                                               | Altay Izmir (Pokalsieger) |
| Beşiktaş Istanbul (Meister)                                  | Necmi Mutlu – İhsan Büyükbuğdaypınar, Kaya Köstepen, Cevdet Çetinkaya, Süreyya Özkefe – Fethi Türkeş, Ahmet Özacar, Güven Önüt – Sanlı Sarıalioğlu, Coşkun Ehlidil, Faruk Karadoğan Cheftrainer: Ljubiša Spajić ( Jugoslawien) | Varol Ürkmez – Zinnur Sarı, Yılmaz Canlısoy, Ali Rıza Şenol, Enver Katip – Aytekin Erhanoğlu, Aydın Yelken, Feridun Öztürk, Mahmut Evren – Metin Kurt, Ayfer Elmastaşoğlu Cheftrainer: Halil Bıçakçı | Altay Izmir (Pokalsieger) |
| Beşiktaş Istanbul (Meister)                                  | 1:0 Faruk Karadoğan (101.) | | Altay Izmir (Pokalsieger) |
| 30. Juni 1967 um 21:00 Uhr in Ankara (Ankara 19 Mayıs Stadı) | | |                           |
| Ergebnis: 1:0 n. V.                                          | | |                           |
| Schiedsrichter: Veli Necdet Arığ                             | | |                           |
| Spielbericht                                                 | | |                           |

## Cumhurbaşkanlığı Kupası 1968
Fenerbahçe Istanbul war Meister und Pokalsieger, aus diesem Grund wurde kein Spiel angesetzt. Fenerbahçe wurde automatisch zum Sieger ernannt.

## Cumhurbaşkanlığı Kupası 1969
| Galatasaray Istanbul (Meister)                               | Galatasaray Istanbul (Meister) | Göztepe Izmir (Pokalsieger) | Göztepe Izmir (Pokalsieger) |
| ------------------------------------------------------------ | --- | --- | --------------------------- |
| Galatasaray Istanbul (Meister)                               | \| 29. Juni 1969 um 17:00 Uhr in Ankara (Ankara 19 Mayıs Stadı) \| \| Ergebnis: 2:0 (0:0) \| \| Schiedsrichter: Sabahattin Ladikli \| \| Spielbericht \|                                                                                                 | \| 29. Juni 1969 um 17:00 Uhr in Ankara (Ankara 19 Mayıs Stadı) \| \| Ergebnis: 2:0 (0:0) \| \| Schiedsrichter: Sabahattin Ladikli \| \| Spielbericht \|                                                       | Göztepe Izmir (Pokalsieger) |
| Galatasaray Istanbul (Meister)                               | Nihat Akbay – Ergün Acuner (23. Mazlum Fırtına, 54. Muhlis Gülen), Ali Elveren, Muzaffer Sipahi, Akın Aksaçlı – Turan Doğangün, Talat Özkarslı, Uğur Köken – Gökmen Özdenak, Metin Oktay, Ahmet Celović Cheftrainer: Tomislav Kaloperović ( Jugoslawien) | Ali Artuner – Özer Yurteri (72. Hüseyin Yazıcı), Mehmet Işıkal, Ali İhsan Okçuoğlu, Mehmet Aydın – Nihat Yayöz, Fevzi Zemzem, Ertan Öznur, Mehmet Türken – Gürsel Aksel, Halil Kiraz Cheftrainer: Adnan Süvari | Göztepe Izmir (Pokalsieger) |
| Galatasaray Istanbul (Meister)                               | 1:0 Gökmen Özdenak (76.) 2:0 Ahmet Celović (80.) | | Göztepe Izmir (Pokalsieger) |
| 29. Juni 1969 um 17:00 Uhr in Ankara (Ankara 19 Mayıs Stadı) | | |                             |
| Ergebnis: 2:0 (0:0)                                          | | |                             |
| Schiedsrichter: Sabahattin Ladikli                           | | |                             |
| Spielbericht                                                 | | |                             |

## Cumhurbaşkanlığı Kupası 1970
| Fenerbahçe Istanbul (Meister)                                | Fenerbahçe Istanbul (Meister) | Göztepe Izmir (Pokalsieger) | Göztepe Izmir (Pokalsieger) |
| ------------------------------------------------------------ | --- | --- | --------------------------- |
| Fenerbahçe Istanbul (Meister)                                | \| 28. Juni 1970 um 17:00 Uhr in Ankara (Ankara 19 Mayıs Stadı) \| \| Ergebnis: 1:3 (1:1) \| \| Schiedsrichter: Cezmi Başar \| \| Spielbericht \|                                                                           | \| 28. Juni 1970 um 17:00 Uhr in Ankara (Ankara 19 Mayıs Stadı) \| \| Ergebnis: 1:3 (1:1) \| \| Schiedsrichter: Cezmi Başar \| \| Spielbericht \|                                                                                 | Göztepe Izmir (Pokalsieger) |
| Fenerbahçe Istanbul (Meister)                                | Ilie Datcu – Numan Okumuş, Şükrü Birand, Levent Engineri, Ercan Aktuna, Ziya Şengül – Abdullah Çevrim (46. Zeki Temizer), Ogün Altıparmak, Yaşar Mumcuoğlu – Can Bartu, Nedim Doğan Cheftrainer: Traian Ionescu ( Rumänien) | Ali Artuner – Özer Yurteri (23. Mehmet Türken), Mehmet Işıkal, Hüseyin Yazıcı (37. John Nielsen), Cudi Vergili – Nevzat Güzelırmak, Mehmet Aydın, Halil Kiraz – Gürsel Aksel, Fevzi Zemzem, Ertan Öznur Cheftrainer: Adnan Süvari | Göztepe Izmir (Pokalsieger) |
| Fenerbahçe Istanbul (Meister)                                | 1:0 Nedim Doğan (3.) | 1:1 Ertan Öznur (44.) 1:2 Gürsel Aksel (70.) 1:3 Fevzi Zemzem (89.) | Göztepe Izmir (Pokalsieger) |
| 28. Juni 1970 um 17:00 Uhr in Ankara (Ankara 19 Mayıs Stadı) | | |                             |
| Ergebnis: 1:3 (1:1)                                          | | |                             |
| Schiedsrichter: Cezmi Başar                                  | | |                             |
| Spielbericht                                                 | | |                             |

## Cumhurbaşkanlığı Kupası 1971
| Galatasaray Istanbul (Meister)                               | Galatasaray Istanbul (Meister) | Eskişehirspor (Pokalsieger) | Eskişehirspor (Pokalsieger) |
| ------------------------------------------------------------ | --- | --- | --------------------------- |
| Galatasaray Istanbul (Meister)                               | \| 30. Juni 1971 um 20:00 Uhr in Ankara (Ankara 19 Mayıs Stadı) \| \| Ergebnis: 2:3 (1:0) \| \| Schiedsrichter: Doğan Babacan \| \| Spielbericht \|                                                          | \| 30. Juni 1971 um 20:00 Uhr in Ankara (Ankara 19 Mayıs Stadı) \| \| Ergebnis: 2:3 (1:0) \| \| Schiedsrichter: Doğan Babacan \| \| Spielbericht \|                                                                             | Eskişehirspor (Pokalsieger) |
| Galatasaray Istanbul (Meister)                               | Yasin Özdenak – Ergün Acuner (46. Suphi Soylu), Muzaffer Sipahi, Ekrem Günalp, Tuncay Temeller – Aydın Güleş, Mehmet Oğuz, Ahmet Akkuş – Metin Kurt, Gökmen Özdenak, Olcay Başarır Cheftrainer: Coşkun Özarı | Mümin Özkasap – İlhan Çolak, İsmail Arca, Kamuran Yavuz, Süreyya Özkefe – Abdurrahman Temel, Fethi Heper, Halil Güngördü – Ender Konca, Burhan İpek, Vahap Özbayer (46. Burhan Tözer) Cheftrainer: Abdulah Gegić ( Jugoslawien) | Eskişehirspor (Pokalsieger) |
| Galatasaray Istanbul (Meister)                               | 1:0 Metin Kurt (4.) 2:2 Gökmen Özdenak (87.) | 1:1 Fethi Heper (51.) 1:2 Ender Konca (64.) 2:3 Fethi Heper (89.) | Eskişehirspor (Pokalsieger) |
| 30. Juni 1971 um 20:00 Uhr in Ankara (Ankara 19 Mayıs Stadı) | | |                             |
| Ergebnis: 2:3 (1:0)                                          | | |                             |
| Schiedsrichter: Doğan Babacan                                | | |                             |
| Spielbericht                                                 | | |                             |

## Cumhurbaşkanlığı Kupası 1972
| Galatasaray Istanbul (Meister)                               | Galatasaray Istanbul (Meister) | MKE Ankaragücü (Pokalsieger) | MKE Ankaragücü (Pokalsieger) |
| ------------------------------------------------------------ | --- | --- | ---------------------------- |
| Galatasaray Istanbul (Meister)                               | \| 11. Juni 1972 um 20:00 Uhr in Ankara (Ankara 19 Mayıs Stadı) \| \| Ergebnis: 3:0 (2:0) \| \| Schiedsrichter: Ömer Karadağ \| \| Spielbericht \|                                                     | \| 11. Juni 1972 um 20:00 Uhr in Ankara (Ankara 19 Mayıs Stadı) \| \| Ergebnis: 3:0 (2:0) \| \| Schiedsrichter: Ömer Karadağ \| \| Spielbericht \|                                                                                  | MKE Ankaragücü (Pokalsieger) |
| Galatasaray Istanbul (Meister)                               | Nihat Akbay – Tuncay Temeller, Muzaffer Sipahi, Ekrem Günalp, Ahmet Akkuş – Aydın Güleş, Bülent Ünder, Gökmen Özdenak, Ayhan Elmastaşoğlu – Metin Kurt, Uğur Köken Cheftrainer: Brian Birch ( England) | Mehmet Aktan – Erman Toroğlu, Adnan Pirol, Müjdat Yalman, İsmail Dilber – Metin Yılmaz, Selçuk Yalçıntaş, Coşkun Süer, Zafer Göncüler (73. Melih Atacan) – Köksal Mesçi, Abdullah Çevrim (73. Sakıp Özberk) Cheftrainer: Ziya Taner | MKE Ankaragücü (Pokalsieger) |
| Galatasaray Istanbul (Meister)                               | 1:0 Gökmen Özdenak (26.) 2:0 Ahmet Akkuş (35.) 3:0 Gökmen Özdenak (83.) | | MKE Ankaragücü (Pokalsieger) |
| 11. Juni 1972 um 20:00 Uhr in Ankara (Ankara 19 Mayıs Stadı) | | |                              |
| Ergebnis: 3:0 (2:0)                                          | | |                              |
| Schiedsrichter: Ömer Karadağ                                 | | |                              |
| Spielbericht                                                 | | |                              |

## Cumhurbaşkanlığı Kupası 1973
Galatasaray Istanbul war Meister und Pokalsieger und so wurde zum ersten Mal der Başbakanlık-Kupası-Sieger Fenerbahçe Istanbul als Gegner angesetzt.
| Galatasaray Istanbul (Meister/Pokalsieger)                  | Galatasaray Istanbul (Meister/Pokalsieger) | Fenerbahçe Istanbul (Başbakanlık Kupası-Sieger) | Fenerbahçe Istanbul (Başbakanlık Kupası-Sieger) |
| ----------------------------------------------------------- | --- | --- | ----------------------------------------------- |
| Galatasaray Istanbul (Meister/Pokalsieger)                  | \| 9. Juni 1973 um 15:00 Uhr in Ankara (Ankara 19 Mayıs Stadı) \| \| Ergebnis: 1:2 (1:2) \| \| Schiedsrichter: Doğan Babacan \| \| Spielbericht \|                                                  | \| 9. Juni 1973 um 15:00 Uhr in Ankara (Ankara 19 Mayıs Stadı) \| \| Ergebnis: 1:2 (1:2) \| \| Schiedsrichter: Doğan Babacan \| \| Spielbericht \|                                                        | Fenerbahçe Istanbul (Başbakanlık Kupası-Sieger) |
| Galatasaray Istanbul (Meister/Pokalsieger)                  | Yasin Özdenak – Tuncay Temeller, Ekrem Günalp, Muzaffer Sipahi, Bülent Ünder – Mehmet Oğuz, Aydın Güleş, Korhan Tınaz, Mehmet Özgül – Olcay Başarır, Metin Kurt Cheftrainer: Brian Birch ( England) | Ilie Datcu – Yılmaz Şen, Niyazi Gülseven, Serkan Acar, Timuçin Çuğ – Fuat Saner, Ziya Şengül, Cevher Özer, Ersoy Sandalcı – Cemil Turan, Nedim Doğan (67. Yaşar Mumcuoğlu) Cheftrainer: Didi ( Brasilien) | Fenerbahçe Istanbul (Başbakanlık Kupası-Sieger) |
| Galatasaray Istanbul (Meister/Pokalsieger)                  | 1:0 Metin Kurt (5.) | 1:1 Cemil Turan (19.) 1:2 Fuat Saner (45., Elfmeter) | Fenerbahçe Istanbul (Başbakanlık Kupası-Sieger) |
| 9. Juni 1973 um 15:00 Uhr in Ankara (Ankara 19 Mayıs Stadı) | | |                                                 |
| Ergebnis: 1:2 (1:2)                                         | | |                                                 |
| Schiedsrichter: Doğan Babacan                               | | |                                                 |
| Spielbericht                                                | | |                                                 |

## Cumhurbaşkanlığı Kupası 1974
| Fenerbahçe Istanbul (Meister/Pokalsieger)                   | Fenerbahçe Istanbul (Meister/Pokalsieger) | Beşiktaş Istanbul (Başbakanlık Kupası-Sieger) | Beşiktaş Istanbul (Başbakanlık Kupası-Sieger) |
| ----------------------------------------------------------- | --- | --- | --------------------------------------------- |
| Fenerbahçe Istanbul (Meister/Pokalsieger)                   | \| 8. Juni 1974 um 16:00 Uhr in Ankara (Ankara 19 Mayıs Stadı) \| \| Ergebnis: 0:3 (0:2) \| \| Schiedsrichter: Ertuğrul Dilek \| \| Spielbericht \|                                                                                                  | \| 8. Juni 1974 um 16:00 Uhr in Ankara (Ankara 19 Mayıs Stadı) \| \| Ergebnis: 0:3 (0:2) \| \| Schiedsrichter: Ertuğrul Dilek \| \| Spielbericht \|                                            | Beşiktaş Istanbul (Başbakanlık Kupası-Sieger) |
| Fenerbahçe Istanbul (Meister/Pokalsieger)                   | Ilie Datcu – Niyazi Gülseven, Yılmaz Şen, Kamil Güvenal (46. Ender Konca), Alpaslan Eradlı – Ziya Şengül, Selahattin Karasu, Önder Mustafaoğlu (46. Serkan Acar), Mustafa Kaplakaslan – Osman Arpacıoğlu, Cemil Turan Cheftrainer: Didi ( Brasilien) | Sabri Dino – Lütfü Isıgöllü, Zekeriya Alp, Ahmet Börtücene, Vedat Okyar – Kahraman Kartaloğlu, Mesut Şen, Đorđe Milić, Ahmet Yılmaz – Sanlı Sarıalioğlu, Tuğrul Şener Cheftrainer: Metin Türel | Beşiktaş Istanbul (Başbakanlık Kupası-Sieger) |
| Fenerbahçe Istanbul (Meister/Pokalsieger)                   | 0:1 Ahmet Yılmaz (20.) 0:2 Lütfü Isıgöllü (36.) 0:3 Mesut Şen (72.) | | Beşiktaş Istanbul (Başbakanlık Kupası-Sieger) |
| 8. Juni 1974 um 16:00 Uhr in Ankara (Ankara 19 Mayıs Stadı) | | |                                               |
| Ergebnis: 0:3 (0:2)                                         | | |                                               |
| Schiedsrichter: Ertuğrul Dilek                              | | |                                               |
| Spielbericht                                                | | |                                               |

## Cumhurbaşkanlığı Kupası 1975
| Fenerbahçe Istanbul (Meister)                                | Fenerbahçe Istanbul (Meister) | Beşiktaş Istanbul (Pokalsieger) | Beşiktaş Istanbul (Pokalsieger) |
| ------------------------------------------------------------ | --- | --- | ------------------------------- |
| Fenerbahçe Istanbul (Meister)                                | \| 11. Juni 1975 um 18:00 Uhr in Ankara (Ankara 19 Mayıs Stadı) \| \| Ergebnis: 2:0 (1:0) \| \| Schiedsrichter: Ertuğrul Dilek \| \| Spielbericht \|                                                                        | \| 11. Juni 1975 um 18:00 Uhr in Ankara (Ankara 19 Mayıs Stadı) \| \| Ergebnis: 2:0 (1:0) \| \| Schiedsrichter: Ertuğrul Dilek \| \| Spielbericht \| | Beşiktaş Istanbul (Pokalsieger) |
| Fenerbahçe Istanbul (Meister)                                | Yavuz Şimşek – Emin İlhan, Alpaslan Eradlı (46. Serkan Acar), Ersoy Sandalcı, Zafer Göncüler – Ziya Şengül, Selahattin Karasu, Cemil Turan, Arif Aydın Çelik – Osman Arpacıoğlu, Ender Konca Cheftrainer: Didi ( Brasilien) | Mete Bozkurt – Ahmet Börtücene, Zekeriya Alp (65. Suat Taştan), Lütfü Isıgöllü, Niko Kovi (65. Haluk Özgerçek) – Kahraman Kartaloğlu, Vedat Okyar, Sanlı Sarıalioğlu, Ahmet Yılmaz – Sinan Alayoğlu, Tuğrul Şener Cheftrainer: Horst Buhtz ( Deutschland) | Beşiktaş Istanbul (Pokalsieger) |
| Fenerbahçe Istanbul (Meister)                                | 1:0 Osman Arpacıoğlu (21.) 2:0 Cemil Turan (53.) | | Beşiktaş Istanbul (Pokalsieger) |
| Fenerbahçe Istanbul (Meister)                                | Ender Konca (29.), Selahattin Karasu (62.) | Ahmet Börtücene (37.), Lütfü Isıgöllü (42.), Sinan Alayoğlu (81.) | Beşiktaş Istanbul (Pokalsieger) |
| 11. Juni 1975 um 18:00 Uhr in Ankara (Ankara 19 Mayıs Stadı) | | |                                 |
| Ergebnis: 2:0 (1:0)                                          | | |                                 |
| Schiedsrichter: Ertuğrul Dilek                               | | |                                 |
| Spielbericht                                                 | | |                                 |

## Cumhurbaşkanlığı Kupası 1976
| Trabzonspor (Meister)                                       | Trabzonspor (Meister) | Galatasaray Istanbul (Pokalsieger) | Galatasaray Istanbul (Pokalsieger) |
| ----------------------------------------------------------- | --- | --- | ---------------------------------- |
| Trabzonspor (Meister)                                       | \| 9. Juni 1976 um 18:00 Uhr in Ankara (Ankara 19 Mayıs Stadı) \| \| Ergebnis: 2:1 (2:1) \| \| Schiedsrichter: Ziya Türkdoğan \| \| Spielbericht \|                                                 | \| 9. Juni 1976 um 18:00 Uhr in Ankara (Ankara 19 Mayıs Stadı) \| \| Ergebnis: 2:1 (2:1) \| \| Schiedsrichter: Ziya Türkdoğan \| \| Spielbericht \|                                                                                  | Galatasaray Istanbul (Pokalsieger) |
| Trabzonspor (Meister)                                       | Şenol Güneş – Ahmet Ceyhan, Turgay Semercioğlu, Şener Çınar, Cemil Usta – Necati Özçağlayan, Tuncay Mesçi, Ali Yavuz – Ali Kemal Denizci, Hüseyin Tok, Engin Çınar Cheftrainer: Ahmet Suat Özyazıcı | Yasin Özdenak – Müfit Erkasap, Güngör Tekin, Ali Yavaş, Fatih Terim – Bülent Şahinkaya, Bülent Ünder, Şevki Şenlen, Serdar Gücüyener (80. Tuncay Temeller) – Fevzi Kezan (46. Mehmet Oğuz), Mehmet Özgül Cheftrainer: Fethi Demircan | Galatasaray Istanbul (Pokalsieger) |
| Trabzonspor (Meister)                                       | 1:0 Hüseyin Tok (5.) 2:0 Hüseyin Tok (29.) | 2:1 Şevki Şenlen (35.) | Galatasaray Istanbul (Pokalsieger) |
| Trabzonspor (Meister)                                       | Ali Kemal Denizci (33.) | | Galatasaray Istanbul (Pokalsieger) |
| 9. Juni 1976 um 18:00 Uhr in Ankara (Ankara 19 Mayıs Stadı) | | |                                    |
| Ergebnis: 2:1 (2:1)                                         | | |                                    |
| Schiedsrichter: Ziya Türkdoğan                              | | |                                    |
| Spielbericht                                                | | |                                    |

## Cumhurbaşkanlığı Kupası 1977
| Trabzonspor (Meister/Pokalsieger)                            | Trabzonspor (Meister/Pokalsieger) | Beşiktaş Istanbul (Başbakanlık Kupası-Sieger) | Beşiktaş Istanbul (Başbakanlık Kupası-Sieger) |
| ------------------------------------------------------------ | --- | --- | --------------------------------------------- |
| Trabzonspor (Meister/Pokalsieger)                            | \| 12. Juni 1977 um 18:00 Uhr in Ankara (Ankara 19 Mayıs Stadı) \| \| Ergebnis: 1:1 n. V. (1:1, 1:0), 3:1 i. E. \| \| Schiedsrichter: Hilmi Ok \| \| Spielbericht \|                                                   | \| 12. Juni 1977 um 18:00 Uhr in Ankara (Ankara 19 Mayıs Stadı) \| \| Ergebnis: 1:1 n. V. (1:1, 1:0), 3:1 i. E. \| \| Schiedsrichter: Hilmi Ok \| \| Spielbericht \|                                                    | Beşiktaş Istanbul (Başbakanlık Kupası-Sieger) |
| Trabzonspor (Meister/Pokalsieger)                            | Şenol Güneş – Hüsnü Özkara, Kadir Özcan, Turgay Semercioğlu, Ahmet Ceyhan – Necati Özçağlayan, Cemil Usta, Serdar Bali (91. Ali Yavuz), Bekir Barçın – Hüseyin Tok, Ali Kemal Denizci Cheftrainer: Ahmet Suat Özyazıcı | Rasim Kara – Ali Çoban, Mustafa Çimen, Zekeriya Alp (46. Erdem Eren), Niko Kovi – Kahraman Kartaloğlu, Mithat Mıhçı (46. Tuncay Mesçi), Kemal Kılıç, Hayri Kol – Mehmet Akpınar, Reşit Kaynak Cheftrainer: İsmet Arıkan | Beşiktaş Istanbul (Başbakanlık Kupası-Sieger) |
| Trabzonspor (Meister/Pokalsieger)                            | 1:0 Serdar Bali (43.) | 1:1 Reşit Kaynak (46.) | Beşiktaş Istanbul (Başbakanlık Kupası-Sieger) |
| Trabzonspor (Meister/Pokalsieger)                            | Elfmeterschießen | | Beşiktaş Istanbul (Başbakanlık Kupası-Sieger) |
| Trabzonspor (Meister/Pokalsieger)                            | 1:0 Cemil Usta 2:1 Kadir Özcan 3:1 Turgay Semercioğlu | Reşit Kaynak 1:1 Erdem Eren Kahraman Kartaloğlu Tuncay Mesçi | Beşiktaş Istanbul (Başbakanlık Kupası-Sieger) |
| Trabzonspor (Meister/Pokalsieger)                            | Ali Çoban (63.), Reşit Kaynak (79.) | | Beşiktaş Istanbul (Başbakanlık Kupası-Sieger) |
| 12. Juni 1977 um 18:00 Uhr in Ankara (Ankara 19 Mayıs Stadı) | | |                                               |
| Ergebnis: 1:1 n. V. (1:1, 1:0), 3:1 i. E.                    | | |                                               |
| Schiedsrichter: Hilmi Ok                                     | | |                                               |
| Spielbericht                                                 | | |                                               |

## Cumhurbaşkanlığı Kupası 1978
| Fenerbahçe Istanbul (Meister)                                | Fenerbahçe Istanbul (Meister) | Trabzonspor (Pokalsieger) | Trabzonspor (Pokalsieger) |
| ------------------------------------------------------------ | --- | --- | ------------------------- |
| Fenerbahçe Istanbul (Meister)                                | \| 13. Juni 1978 um 17:30 Uhr in Ankara (Ankara 19 Mayıs Stadı) \| \| Ergebnis: 0:1 (0:0) \| \| Schiedsrichter: Doğan Babacan \| \| Spielbericht \| | \| 13. Juni 1978 um 17:30 Uhr in Ankara (Ankara 19 Mayıs Stadı) \| \| Ergebnis: 0:1 (0:0) \| \| Schiedsrichter: Doğan Babacan \| \| Spielbericht \|                                                | Trabzonspor (Pokalsieger) |
| Fenerbahçe Istanbul (Meister)                                | Radmilo Ivančević (34. Fuat Güngör) – Coşkun Demirbakan, Yenal Kaçıra, Onur Kayador, Cem Pamiroğlu – Alpaslan Eradlı (54. Tuna Güneysu), Önder Mustafaoğlu, Radomir Antić – Cemil Turan, Şevki Şenlen, Engin Verel Cheftrainer: Tomislav Kaloperović ( Jugoslawien) | Şenol Güneş – Kadir Özcan, Ahmet Ceyhan, Mehmet Ekşi, Turgay Semercioğlu – Orhan Akyüz, Yaşar Alemdaroğlu, Serdar Bali, Bekir Barçın – Cengiz Akçay, Necdet Ergün Cheftrainer: Ahmet Suat Özyazıcı | Trabzonspor (Pokalsieger) |
| Fenerbahçe Istanbul (Meister)                                | 0:1 Yaşar Alemdaroğlu (53.) | | Trabzonspor (Pokalsieger) |
| Fenerbahçe Istanbul (Meister)                                | Engin Verel (36.), Şevki Şenlen (81.) | | Trabzonspor (Pokalsieger) |
| 13. Juni 1978 um 17:30 Uhr in Ankara (Ankara 19 Mayıs Stadı) | | |                           |
| Ergebnis: 0:1 (0:0)                                          | | |                           |
| Schiedsrichter: Doğan Babacan                                | | |                           |
| Spielbericht                                                 | | |                           |

## Cumhurbaşkanlığı Kupası 1979
| Trabzonspor (Meister)                                        | Trabzonspor (Meister) | Fenerbahçe Istanbul (Pokalsieger) | Fenerbahçe Istanbul (Pokalsieger) |
| ------------------------------------------------------------ | --- | --- | --------------------------------- |
| Trabzonspor (Meister)                                        | \| 17. Juni 1979 um 17:30 Uhr in Ankara (Ankara 19 Mayıs Stadı) \| \| Ergebnis: 2:1 n. V. (1:1, 1:1) \| \| Schiedsrichter: Orhan Cebe \| \| Spielbericht \|                                                                                  | \| 17. Juni 1979 um 17:30 Uhr in Ankara (Ankara 19 Mayıs Stadı) \| \| Ergebnis: 2:1 n. V. (1:1, 1:1) \| \| Schiedsrichter: Orhan Cebe \| \| Spielbericht \|                                                                             | Fenerbahçe Istanbul (Pokalsieger) |
| Trabzonspor (Meister)                                        | Şenol Güneş – Necati Özçağlayan, Hüsnü Özkara, Mehmet Ekşi, Turgay Semercioğlu – Serdar Bali, Orhan Akyüz, Tuncay Soyak (91. Yaşar Alemdaroğlu), Mustafa Gedik – Necdet Ergün (81. Selahattin Balbul), Cengiz Akçay Cheftrainer: Özkan Sümer | Radmilo Ivančević – Cem Pamiroğlu, Raşit Çetiner (60. Zafer Göncüler), Erol Togay, Yenal Kaçıra – Onur Kayador, Önder Mustafaoğlu, Tuna Güneysu – Şevki Şenlen, Engin Verel, Ali Kemal Denizci (60. Bahri Kaya) Cheftrainer: Necdet Niş | Fenerbahçe Istanbul (Pokalsieger) |
| Trabzonspor (Meister)                                        | 1:0 Cengiz Akçay (14.) 2:1 Selahattin Balbul (107.) | 1:1 Erol Togay (15.) | Fenerbahçe Istanbul (Pokalsieger) |
| Trabzonspor (Meister)                                        | Hüsnü Özkara (26.), Mustafa Gedik (74.), Cengiz Akçay (84.) | Önder Mustafaoğlu (12.), Radmilo Ivančević (12.), Şevki Şenlen (14.), Cem Pamiroğlu (47.) | Fenerbahçe Istanbul (Pokalsieger) |
| 17. Juni 1979 um 17:30 Uhr in Ankara (Ankara 19 Mayıs Stadı) | | |                                   |
| Ergebnis: 2:1 n. V. (1:1, 1:1)                               | | |                                   |
| Schiedsrichter: Orhan Cebe                                   | | |                                   |
| Spielbericht                                                 | | |                                   |

## Cumhurbaşkanlığı Kupası 1980
| Trabzonspor (Meister)                                       | Trabzonspor (Meister) | Altay Izmir (Pokalsieger) | Altay Izmir (Pokalsieger) |
| ----------------------------------------------------------- | --- | --- | ------------------------- |
| Trabzonspor (Meister)                                       | \| 8. Juni 1980 um 17:00 Uhr in Ankara (Ankara 19 Mayıs Stadı) \| \| Ergebnis: 3:0 (1:0) \| \| Schiedsrichter: Hilmi Ok \| \| Spielbericht \|                                                                 | \| 8. Juni 1980 um 17:00 Uhr in Ankara (Ankara 19 Mayıs Stadı) \| \| Ergebnis: 3:0 (1:0) \| \| Schiedsrichter: Hilmi Ok \| \| Spielbericht \|                                                                                 | Altay Izmir (Pokalsieger) |
| Trabzonspor (Meister)                                       | Şenol Güneş – Ahmet Ceyhan, Turgay Semercioğlu, Arif Abanozlu, Hüsnü Özkara – Güngör Şahinkaya, Yaşar Alemdaroğlu, Tuncay Soyak, Serdar Bali – İskender Günen, Galip Değerli Cheftrainer: Ahmet Suat Özyazıcı | Sait Denizaslan – Zafer Bilgetay, Şeref İncirmen, Bilal Yaşar, Sabahattin Erbuğa – Ümit Kayıhan, Alper Timur (35. Kemal Dikmen), Mustafa Turgat, Nevruz Şerif – Murat Erbaşlar, Mustafa Denizli Cheftrainer: Sabahattin Erman | Altay Izmir (Pokalsieger) |
| Trabzonspor (Meister)                                       | 1:0 Güngör Şahinkaya (35.) 2:0 Galip Değerli (70.) 3:0 Galip Değerli (86.) | | Altay Izmir (Pokalsieger) |
| Trabzonspor (Meister)                                       | Arif Abanozlu (25.), Serdar Bali (25.) | | Altay Izmir (Pokalsieger) |
| 8. Juni 1980 um 17:00 Uhr in Ankara (Ankara 19 Mayıs Stadı) | | |                           |
| Ergebnis: 3:0 (1:0)                                         | | |                           |
| Schiedsrichter: Hilmi Ok                                    | | |                           |
| Spielbericht                                                | | |                           |

## Devlet Başkanlığı Kupası 1981
| Trabzonspor (Meister)                                       | Trabzonspor (Meister) | MKE Ankaragücü (Pokalsieger) | MKE Ankaragücü (Pokalsieger) |
| ----------------------------------------------------------- | --- | --- | ---------------------------- |
| Trabzonspor (Meister)                                       | \| 3. Juni 1981 um 17:00 Uhr in Ankara (Ankara 19 Mayıs Stadı) \| \| Ergebnis: 0:1 (0:0) \| \| Schiedsrichter: Talat Tokat \| \| Spielbericht \|                                                                                                 | \| 3. Juni 1981 um 17:00 Uhr in Ankara (Ankara 19 Mayıs Stadı) \| \| Ergebnis: 0:1 (0:0) \| \| Schiedsrichter: Talat Tokat \| \| Spielbericht \|                                                                 | MKE Ankaragücü (Pokalsieger) |
| Trabzonspor (Meister)                                       | Şenol Güneş – Ahmet Ceyhan, Turgay Semercioğlu, Hüsnü Özkara, Şenol Ustaömer – Necati Özçağlayan, Cemil Canalioğlu, Güngör Şahinkaya, Ali Yılmaz (70. Osman Şatır) – İskender Günen (83. Bahaddin Güneş), Mustafa Gedik Cheftrainer: Özkan Sümer | Adil Eriç – Haluk Kargın, Hikmet Hancıoğlu, Taner Kalender, İhsan Kavak – Fuat Akyüz, Cüneyt Memişoğlu (72. Sertaç Yüzbaş), Nazmi Erdenerin, Mehmet Şahin – İrfan Ertürk, Sadık Aksöz Cheftrainer: Yılmaz Gökdel | MKE Ankaragücü (Pokalsieger) |
| Trabzonspor (Meister)                                       | 0:1 Nazmi Erdenerin (59.) | | MKE Ankaragücü (Pokalsieger) |
| 3. Juni 1981 um 17:00 Uhr in Ankara (Ankara 19 Mayıs Stadı) | | |                              |
| Ergebnis: 0:1 (0:0)                                         | | |                              |
| Schiedsrichter: Talat Tokat                                 | | |                              |
| Spielbericht                                                | | |                              |

## Devlet Başkanlığı Kupası 1982
| Beşiktaş Istanbul (Meister)                                  | Beşiktaş Istanbul (Meister) | Galatasaray Istanbul (Pokalsieger) | Galatasaray Istanbul (Pokalsieger) |
| ------------------------------------------------------------ | --- | --- | ---------------------------------- |
| Beşiktaş Istanbul (Meister)                                  | \| 16. Juni 1982 um 17:00 Uhr in Ankara (Ankara 19 Mayıs Stadı) \| \| Ergebnis: 0:2 (0:1) \| \| Schiedsrichter: Talat Tokat \| \| Spielbericht \|                                                                                             | \| 16. Juni 1982 um 17:00 Uhr in Ankara (Ankara 19 Mayıs Stadı) \| \| Ergebnis: 0:2 (0:1) \| \| Schiedsrichter: Talat Tokat \| \| Spielbericht \|                                                                                            | Galatasaray Istanbul (Pokalsieger) |
| Beşiktaş Istanbul (Meister)                                  | Rasim Kara – Haluk Serenli, Kadir Akbulut, Mehmet Ekşi, Ulvi Güveneroğlu – Samet Aybaba, Rıza Çalımbay, Ziya Doğan, Haluk Çakar (62. Kenan Oktay) – Ali Kemal Denizci (46. Bora Öztürk), Necdet Ergün Cheftrainer: Đorđe Milić ( Jugoslawien) | Eser Özaltındere – Raşit Çetiner, Sefer Karaer, Fatih Terim, Fettah Dindar – Mustafa Turgat, Cengiz Yazıcıoğlu, Ayhan Akbin (46. Murat İnan, 85. Bahattin Saykaloğlu), Bülent Alkılıç – Mirsad Sejdić, Tarik Hodžić Cheftrainer: Özkan Sümer | Galatasaray Istanbul (Pokalsieger) |
| Beşiktaş Istanbul (Meister)                                  | 0:1 Mirsad Sejdić (28.) 0:2 Tarik Hodžić (62.) | | Galatasaray Istanbul (Pokalsieger) |
| 16. Juni 1982 um 17:00 Uhr in Ankara (Ankara 19 Mayıs Stadı) | | |                                    |
| Ergebnis: 0:2 (0:1)                                          | | |                                    |
| Schiedsrichter: Talat Tokat                                  | | |                                    |
| Spielbericht                                                 | | |                                    |

## Cumhurbaşkanlığı Kupası 1983
| Fenerbahçe Istanbul (Meister/Pokalsieger)                    | Fenerbahçe Istanbul (Meister/Pokalsieger) | Trabzonspor (Vizemeister) | Trabzonspor (Vizemeister) |
| ------------------------------------------------------------ | --- | --- | ------------------------- |
| Fenerbahçe Istanbul (Meister/Pokalsieger)                    | \| 22. Juni 1983 um 17:00 Uhr in Ankara (Ankara 19 Mayıs Stadı) \| \| Ergebnis: 0:2 (0:1) \| \| Schiedsrichter: Erkan Göksel \| \| Spielbericht \| | \| 22. Juni 1983 um 17:00 Uhr in Ankara (Ankara 19 Mayıs Stadı) \| \| Ergebnis: 0:2 (0:1) \| \| Schiedsrichter: Erkan Göksel \| \| Spielbericht \|                                                                | Trabzonspor (Vizemeister) |
| Fenerbahçe Istanbul (Meister/Pokalsieger)                    | Yaşar Duran – Müjdat Yetkiner, Cem Pamiroğlu, Erdoğan Arıca (66. Hasan Yıldızeli), Alpaslan Eradlı – Mehmet Hacıoğlu (60. Önder Çakar), Sedat Karaoğlu, Osman Denizci, Özcan Kızıltan – Selçuk Yula, Mustafa Arabacıbaşı Cheftrainer: Branko Stanković ( Jugoslawien) | Şenol Güneş – Necati Özçağlayan, Osman Şahinoğlu, Gökhan Ersoy, Bahaddin Güneş – Turgay Semercioğlu, Metin Yüce, Mehmet Köroğlu, Güngör Şahinkaya – Tuncay Soyak, İskender Günen Cheftrainer: Ahmet Suat Özyazıcı | Trabzonspor (Vizemeister) |
| Fenerbahçe Istanbul (Meister/Pokalsieger)                    | 0:1 Tuncay Soyak (7.) 0:2 İskender Günen (82.) | | Trabzonspor (Vizemeister) |
| Fenerbahçe Istanbul (Meister/Pokalsieger)                    | Erdoğan Arıca (23.), Sedat Karaoğlu (39.), Cem Pamiroğlu (41.) | Osman Şahinoğlu (19.), Güngör Şahinkaya (21.) | Trabzonspor (Vizemeister) |
| 22. Juni 1983 um 17:00 Uhr in Ankara (Ankara 19 Mayıs Stadı) | | |                           |
| Ergebnis: 0:2 (0:1)                                          | | |                           |
| Schiedsrichter: Erkan Göksel                                 | | |                           |
| Spielbericht                                                 | | |                           |

## Cumhurbaşkanlığı Kupası 1984
| Trabzonspor (Meister/Pokalsieger)                           | Trabzonspor (Meister/Pokalsieger) | Fenerbahçe Istanbul (Vizemeister) | Fenerbahçe Istanbul (Vizemeister) |
| ----------------------------------------------------------- | --- | --- | --------------------------------- |
| Trabzonspor (Meister/Pokalsieger)                           | \| 2. Juni 1984 um 17:00 Uhr in Ankara (Ankara 19 Mayıs Stadı) \| \| Ergebnis: 0:1 (0:0) \| \| Schiedsrichter: Yusuf Namoğlu \| \| Spielbericht \| | \| 2. Juni 1984 um 17:00 Uhr in Ankara (Ankara 19 Mayıs Stadı) \| \| Ergebnis: 0:1 (0:0) \| \| Schiedsrichter: Yusuf Namoğlu \| \| Spielbericht \| | Fenerbahçe Istanbul (Vizemeister) |
| Trabzonspor (Meister/Pokalsieger)                           | Şenol Güneş – Osman Şahinoğlu, Turgay Semercioğlu, Lemi Çelik, Necati Özçağlayan – Kemal Serdar, Güngör Şahinkaya, Tuncay Soyak (84. Mehmet Köroğlu), Hasan Şengün – İskender Günen, Levent Erköse (70. Bahaddin Güneş) Cheftrainer: Ahmet Suat Özyazıcı | Yaşar Duran – Erdoğan Arıca (73. Suad Karalic), İsmail Kartal, Cem Pamiroğlu, Sedat Karaoğlu – Önder Çakar, Arif Kocabıyık, Hasan Kemal Özdemir, İlyas Tüfekçi (86. Özcan Kızıltan) – Mustafa Arabacıbaşı, Srebrenko Repčić Cheftrainer: Branko Stanković ( Jugoslawien) | Fenerbahçe Istanbul (Vizemeister) |
| Trabzonspor (Meister/Pokalsieger)                           | 0:1 İlyas Tüfekçi (79., Elfmeter) | | Fenerbahçe Istanbul (Vizemeister) |
| Trabzonspor (Meister/Pokalsieger)                           | Güngör Şahinkaya (18.), Tuncay Soyak (27.), Levent Erköse (58.), Turgay Semercioğlu (62.) | Önder Çakar (54.), Hasan Kemal Özdemir (71.) | Fenerbahçe Istanbul (Vizemeister) |
| 2. Juni 1984 um 17:00 Uhr in Ankara (Ankara 19 Mayıs Stadı) | | |                                   |
| Ergebnis: 0:1 (0:0)                                         | | |                                   |
| Schiedsrichter: Yusuf Namoğlu                               | | |                                   |
| Spielbericht                                                | | |                                   |

## Cumhurbaşkanlığı Kupası 1985
| Fenerbahçe Istanbul (Meister)                                | Fenerbahçe Istanbul (Meister) | Galatasaray Istanbul (Pokalsieger) | Galatasaray Istanbul (Pokalsieger) |
| ------------------------------------------------------------ | --- | --- | ---------------------------------- |
| Fenerbahçe Istanbul (Meister)                                | \| 12. Juni 1985 um 17:00 Uhr in Ankara (Ankara 19 Mayıs Stadı) \| \| Ergebnis: 1:1 n. V. (1:1, 0:1), 4:2 i. E. \| \| Schiedsrichter: Sadık Deda \| \| Spielbericht \|                                                                                            | \| 12. Juni 1985 um 17:00 Uhr in Ankara (Ankara 19 Mayıs Stadı) \| \| Ergebnis: 1:1 n. V. (1:1, 0:1), 4:2 i. E. \| \| Schiedsrichter: Sadık Deda \| \| Spielbericht \|                                                                                         | Galatasaray Istanbul (Pokalsieger) |
| Fenerbahçe Istanbul (Meister)                                | Yaşar Duran – Cem Pamiroğlu, İsmail Kartal, Erdoğan Arıca, Müjdat Yetkiner – Önder Çakar, Hasan Kemal Özdemir (46. Hüseyin Çakıroğlu), Dušan Pešić, Srebrenko Repčić – İlyas Tüfekçi, Şenol Çorlu (64. Selçuk Yula) Cheftrainer: Todor Veselinović ( Jugoslawien) | Zoran Simović – Fatih Terim, Cüneyt Tanman, Semih Yuvakuran (103. Burak Dilmen), Sefer Karaer (77. Halil İbrahim Akçay) – Ahmet Ceyhan, Raşit Çetiner, İsmail Demiriz, Adnan Esen – Bülent Alkılıç, Rüdiger Abramczik Cheftrainer: Jupp Derwall ( Deutschland) | Galatasaray Istanbul (Pokalsieger) |
| Fenerbahçe Istanbul (Meister)                                | 1:1 Hüseyin Çakıroğlu (78.) | 0:1 Bülent Alkılıç (37.) | Galatasaray Istanbul (Pokalsieger) |
| Fenerbahçe Istanbul (Meister)                                | Elfmeterschießen | | Galatasaray Istanbul (Pokalsieger) |
| Fenerbahçe Istanbul (Meister)                                | 1:0 İsmail Kartal 2:0 İlyas Tüfekçi 3:1 Hüseyin Çakıroğlu Önder Çakar 4:2 Selçuk Yula | Zoran Simović 2:1 Rüdiger Abramczik 3:2 Raşit Çetiner Fatih Terim | Galatasaray Istanbul (Pokalsieger) |
| Fenerbahçe Istanbul (Meister)                                | Erdoğan Arıca (21.), Müjdat Yetkiner (100.) | İsmail Demiriz (48.), Adnan Esen (95.) | Galatasaray Istanbul (Pokalsieger) |
| 12. Juni 1985 um 17:00 Uhr in Ankara (Ankara 19 Mayıs Stadı) | | |                                    |
| Ergebnis: 1:1 n. V. (1:1, 0:1), 4:2 i. E.                    | | |                                    |
| Schiedsrichter: Sadık Deda                                   | | |                                    |
| Spielbericht                                                 | | |                                    |

## Cumhurbaşkanlığı Kupası 1986
| Beşiktaş Istanbul (Meister)                                  | Beşiktaş Istanbul (Meister) | Bursaspor (Pokalsieger) | Bursaspor (Pokalsieger) |
| ------------------------------------------------------------ | --- | --- | ----------------------- |
| Beşiktaş Istanbul (Meister)                                  | \| 15. Juni 1986 um 16:00 Uhr in Ankara (Ankara 19 Mayıs Stadı) \| \| Ergebnis: 2:1 n. V. (1:1, 0:0) \| \| Schiedsrichter: Talat Tokat \| \| Spielbericht \|                                                                                            | \| 15. Juni 1986 um 16:00 Uhr in Ankara (Ankara 19 Mayıs Stadı) \| \| Ergebnis: 2:1 n. V. (1:1, 0:0) \| \| Schiedsrichter: Talat Tokat \| \| Spielbericht \|                                                                                               | Bursaspor (Pokalsieger) |
| Beşiktaş Istanbul (Meister)                                  | Zafer Öğer – Kadir Akbulut, Hüsamettin Gökçen (46. Sinan Engin), Samet Aybaba, Gökhan Keskin – Ulvi Güveneroğlu, Rıza Çalımbay, Metin Tekin, Fikret Demirer – Feyyaz Uçar (77. Necdet Ergün), Ali Gültiken Cheftrainer: Branko Stanković ( Jugoslawien) | Eser Kardeşler – Erdinç Kayan, Memduh Fidan (56. Taner Ertaş), Yalçın Gündüz, Taygun Erdem – Sedat Özden, Yavuz Bulur, Salih Salimoğlu, Hamit Ayden – Gürsel Hattat, Kadir Çattık (62. İbrahim Türkseven) Cheftrainer: Tomislav Kaloperović ( Jugoslawien) | Bursaspor (Pokalsieger) |
| Beşiktaş Istanbul (Meister)                                  | 1:0 Metin Tekin (61.) 2:1 Gökhan Keskin (92.) | 1:1 Salih Salimoğlu (77.) | Bursaspor (Pokalsieger) |
| Beşiktaş Istanbul (Meister)                                  | Salih Salimoğlu (58.) | | Bursaspor (Pokalsieger) |
| 15. Juni 1986 um 16:00 Uhr in Ankara (Ankara 19 Mayıs Stadı) | | |                         |
| Ergebnis: 2:1 n. V. (1:1, 0:0)                               | | |                         |
| Schiedsrichter: Talat Tokat                                  | | |                         |
| Spielbericht                                                 | | |                         |

## Cumhurbaşkanlığı Kupası 1987
| Galatasaray Istanbul (Meister)                               | Galatasaray Istanbul (Meister) | Gençlerbirliği Ankara (Pokalsieger) | Gençlerbirliği Ankara (Pokalsieger) |
| ------------------------------------------------------------ | --- | --- | ----------------------------------- |
| Galatasaray Istanbul (Meister)                               | \| 14. Juni 1987 um 17:00 Uhr in Ankara (Ankara 19 Mayıs Stadı) \| \| Ergebnis: 3:2 n. V. (2:2, 1:0) \| \| Schiedsrichter: Özcan Oal \| \| Spielbericht \| | \| 14. Juni 1987 um 17:00 Uhr in Ankara (Ankara 19 Mayıs Stadı) \| \| Ergebnis: 3:2 n. V. (2:2, 1:0) \| \| Schiedsrichter: Özcan Oal \| \| Spielbericht \|                                                                                       | Gençlerbirliği Ankara (Pokalsieger) |
| Galatasaray Istanbul (Meister)                               | Zoran Simović – Semih Yuvakuran, Erhan Önal, Cüneyt Tanman, İsmail Demiriz – Yusuf Altıntaş (63. Savaş Koç), Dževat Prekazi, Muhammed Altıntaş, Arif Kocabıyık (79. Mersad Kovačević) – İlyas Tüfekçi, Uğur Tütüneker Cheftrainer: Jupp Derwall ( Deutschland) | Okan Gedikali – Gökhan Gedikali, Zlatko Krmpotić, Eyüp Taş, Mehmet Şengüler (91. Serdar Eroy) – Avni Okumuş, Şirahman Berber, Hasan Hacıhasanoğlu, Osman Özdemir (110. Ahmet Çelikhan) – Harun Erol, Halil İbrahim Eren Cheftrainer: Metin Türel | Gençlerbirliği Ankara (Pokalsieger) |
| Galatasaray Istanbul (Meister)                               | 1:0 İlyas Tüfekçi (42., Elfmeter) 2:1 Uğur Tütüneker (72.) 3:2 Uğur Tütüneker (116.) | 1:1 Osman Özdemir (65.) 2:2 Avni Okumuş (90.) | Gençlerbirliği Ankara (Pokalsieger) |
| Galatasaray Istanbul (Meister)                               | İsmail Demiriz (14.), Erhan Önal (29.), İlyas Tüfekçi (41.), Zoran Simović (82.) | Zlatko Krmpotić (22.), Eyüp Taş (55.), Okan Gedikali (78.) | Gençlerbirliği Ankara (Pokalsieger) |
| Galatasaray Istanbul (Meister)                               | Erhan Önal (38.) | Zlatko Krmpotić (38.), Okan Gedikali (118.) | Gençlerbirliği Ankara (Pokalsieger) |
| 14. Juni 1987 um 17:00 Uhr in Ankara (Ankara 19 Mayıs Stadı) | | |                                     |
| Ergebnis: 3:2 n. V. (2:2, 1:0)                               | | |                                     |
| Schiedsrichter: Özcan Oal                                    | | |                                     |
| Spielbericht                                                 | | |                                     |

## Cumhurbaşkanlığı Kupası 1988
| Galatasaray Istanbul (Meister)                              | Galatasaray Istanbul (Meister) | Sakaryaspor (Pokalsieger) | Sakaryaspor (Pokalsieger) |
| ----------------------------------------------------------- | --- | --- | ------------------------- |
| Galatasaray Istanbul (Meister)                              | \| 5. Juni 1988 um 17:00 Uhr in Ankara (Ankara 19 Mayıs Stadı) \| \| Ergebnis: 2:0 (2:0) \| \| Schiedsrichter: Yusuf Namoğlu \| \| Spielbericht \|                                                                                            | \| 5. Juni 1988 um 17:00 Uhr in Ankara (Ankara 19 Mayıs Stadı) \| \| Ergebnis: 2:0 (2:0) \| \| Schiedsrichter: Yusuf Namoğlu \| \| Spielbericht \|                                                                    | Sakaryaspor (Pokalsieger) |
| Galatasaray Istanbul (Meister)                              | Zoran Simović – Erhan Önal, Semih Yuvakuran, İsmail Demiriz, Yusuf Altıntaş – Cüneyt Tanman, Arif Kocabıyık (75. İlyas Tüfekçi), Dževat Prekazi (75. Didier Six) – Tanju Çolak, Uğur Tütüneker, Mersad Kovačević Cheftrainer: Mustafa Denizli | Neşet Muharremoğlu – Erol Kolcu, Serdar Şenkaya (46. Turgay Poyraz), Turhan Sofuoğlu, Blerim Mula – Selçuk Yiğitlik, Oğuz Çetin, Özcan Kızıltan – Sinan Turhan, Kemal Yıldırım, Aykut Kocaman Cheftrainer: Necdet Niş | Sakaryaspor (Pokalsieger) |
| Galatasaray Istanbul (Meister)                              | 1:0 Mersad Kovačević (10.) 2:0 Tanju Çolak (18.) | | Sakaryaspor (Pokalsieger) |
| Galatasaray Istanbul (Meister)                              | Dževat Prekazi (58.) | Selçuk Yiğitlik (65.) | Sakaryaspor (Pokalsieger) |
| 5. Juni 1988 um 17:00 Uhr in Ankara (Ankara 19 Mayıs Stadı) | | |                           |
| Ergebnis: 2:0 (2:0)                                         | | |                           |
| Schiedsrichter: Yusuf Namoğlu                               | | |                           |
| Spielbericht                                                | | |                           |

## Cumhurbaşkanlığı Kupası 1989
| Fenerbahçe Istanbul (Meister)                                  | Fenerbahçe Istanbul (Meister) | Beşiktaş Istanbul (Pokalsieger) | Beşiktaş Istanbul (Pokalsieger) |
| -------------------------------------------------------------- | --- | --- | ------------------------------- |
| Fenerbahçe Istanbul (Meister)                                  | \| 26. August 1989 um 17:00 Uhr in Ankara (Ankara 19 Mayıs Stadı) \| \| Ergebnis: 0:1 (0:0) \| \| Schiedsrichter: Coşkun Kutay \| \| Spielbericht \| | \| 26. August 1989 um 17:00 Uhr in Ankara (Ankara 19 Mayıs Stadı) \| \| Ergebnis: 0:1 (0:0) \| \| Schiedsrichter: Coşkun Kutay \| \| Spielbericht \|                                                                                     | Beşiktaş Istanbul (Pokalsieger) |
| Fenerbahçe Istanbul (Meister)                                  | Toni Schumacher – Nezihi Tosuncuk, İsmail Kartal, Sedat Karaoğlu, Serdar Şenkaya (54. Rıdvan Dilmen) – Müjdat Yetkiner, Oğuz Çetin, Hakan Tecimer – Aykut Kocaman, Erdi Demir (56. Şenol Ustaömer), Şenol Çorlu Cheftrainer: Todor Veselinović ( Jugoslawien) | Engin İpekoğlu – Gökhan Keskin, Ulvi Güveneroğlu, Recep Çetin, Şenol Fidan – Kadir Akbulut, Alan Walsh (81. Turan Uzun), Mehmet Özdilek, Rıza Çalımbay – Halim Okta, Feyyaz Uçar (46. Ali Gültiken) Cheftrainer: Gordon Milne ( England) | Beşiktaş Istanbul (Pokalsieger) |
| Fenerbahçe Istanbul (Meister)                                  | 0:1 Ali Gültiken (53.) | | Beşiktaş Istanbul (Pokalsieger) |
| Fenerbahçe Istanbul (Meister)                                  | Müjdat Yetkiner (35.), Hakan Tecimer (44.) | | Beşiktaş Istanbul (Pokalsieger) |
| 26. August 1989 um 17:00 Uhr in Ankara (Ankara 19 Mayıs Stadı) | | |                                 |
| Ergebnis: 0:1 (0:0)                                            | | |                                 |
| Schiedsrichter: Coşkun Kutay                                   | | |                                 |
| Spielbericht                                                   | | |                                 |

## Cumhurbaşkanlığı Kupası 1990
| Beşiktaş Istanbul (Meister/Pokalsieger)                     | Beşiktaş Istanbul (Meister/Pokalsieger) | Fenerbahçe Istanbul (Vizemeister) | Fenerbahçe Istanbul (Vizemeister) |
| ----------------------------------------------------------- | --- | --- | --------------------------------- |
| Beşiktaş Istanbul (Meister/Pokalsieger)                     | \| 30. Mai 1990 um 17:00 Uhr in Ankara (Ankara 19 Mayıs Stadı) \| \| Ergebnis: 2:3 (0:2) \| \| Schiedsrichter: Sadık Deda \| \| Spielbericht \|                                                                                        | \| 30. Mai 1990 um 17:00 Uhr in Ankara (Ankara 19 Mayıs Stadı) \| \| Ergebnis: 2:3 (0:2) \| \| Schiedsrichter: Sadık Deda \| \| Spielbericht \|                                                                   | Fenerbahçe Istanbul (Vizemeister) |
| Beşiktaş Istanbul (Meister/Pokalsieger)                     | Engin İpekoğlu – Kadir Akbulut, Recep Çetin, Gökhan Keskin, Ulvi Güveneroğlu – Şenol Fidan (77. Halim Okta), Metin Tekin, Alan Walsh (81. Turan Uzun), Mehmet Özdilek – Feyyaz Uçar, Ali Gültiken Cheftrainer: Gordon Milne ( England) | Nurettin Yıldız – Müjdat Yetkiner, Necat Barut, Nezihi Tosuncuk, İsmail Kartal – Hakan Tecimer, Oğuz Çetin, Iwan Wischniewski – Erdi Demir (81. Taygun Erdem), Aykut Kocaman, Şenol Çorlu Cheftrainer: Ömer Kaner | Fenerbahçe Istanbul (Vizemeister) |
| Beşiktaş Istanbul (Meister/Pokalsieger)                     | 1:3 Metin Tekin (63.) 2:3 Metin Tekin (66.) | 0:1 Hakan Tecimer (7.) 0:2 Şenol Çorlu (38.) 0:3 Aykut Kocaman (56.) | Fenerbahçe Istanbul (Vizemeister) |
| Beşiktaş Istanbul (Meister/Pokalsieger)                     | Ali Gültiken (34.) | Şenol Çorlu (42.), Nezihi Tosuncuk (59.), Nurettin Yıldız (78.), Taygun Erdem (84.) | Fenerbahçe Istanbul (Vizemeister) |
| 30. Mai 1990 um 17:00 Uhr in Ankara (Ankara 19 Mayıs Stadı) | | |                                   |
| Ergebnis: 2:3 (0:2)                                         | | |                                   |
| Schiedsrichter: Sadık Deda                                  | | |                                   |
| Spielbericht                                                | | |                                   |

## Cumhurbaşkanlığı Kupası 1991
| Beşiktaş Istanbul (Meister)                                 | Beşiktaş Istanbul (Meister) | Galatasaray Istanbul (Pokalsieger) | Galatasaray Istanbul (Pokalsieger) |
| ----------------------------------------------------------- | --- | --- | ---------------------------------- |
| Beşiktaş Istanbul (Meister)                                 | \| 26. Mai 1991 um 17:00 Uhr in Ankara (Ankara 19 Mayıs Stadı) \| \| Ergebnis: 0:1 (0:0) \| \| Schiedsrichter: Ahmet Çakar \| \| Spielbericht \|                                                       | \| 26. Mai 1991 um 17:00 Uhr in Ankara (Ankara 19 Mayıs Stadı) \| \| Ergebnis: 0:1 (0:0) \| \| Schiedsrichter: Ahmet Çakar \| \| Spielbericht \|                                                                                    | Galatasaray Istanbul (Pokalsieger) |
| Beşiktaş Istanbul (Meister)                                 | Engin İpekoğlu – Kadir Akbulut, Gökhan Keskin, Recep Çetin, Ulvi Güveneroğlu – Rıza Çalımbay, Mehmet Özdilek, Alan Walsh, Metin Tekin – Feyyaz Uçar, Ali Gültiken Cheftrainer: Gordon Milne ( England) | Hayrettin Demirbaş – Bülent Korkmaz, Cüneyt Tanman, Yusuf Altıntaş – Tugay Kerimoğlu, Metin Yıldız, Muhammed Altıntaş, Uğur Tütüneker – Iosif Rotariu (65. Xhevat Prekazi), Roman Kosecki, Tanju Çolak Cheftrainer: Mustafa Denizli | Galatasaray Istanbul (Pokalsieger) |
| Beşiktaş Istanbul (Meister)                                 | 0:1 Roman Kosecki (48.) | | Galatasaray Istanbul (Pokalsieger) |
| Beşiktaş Istanbul (Meister)                                 | Kadir Akbulut (18.), Ali Gültiken (60.), Gökhan Keskin (89.) | Roman Kosecki (24.), Yusuf Altıntaş (50.), Xhevat Prekazi (83.) | Galatasaray Istanbul (Pokalsieger) |
| 26. Mai 1991 um 17:00 Uhr in Ankara (Ankara 19 Mayıs Stadı) | | |                                    |
| Ergebnis: 0:1 (0:0)                                         | | |                                    |
| Schiedsrichter: Ahmet Çakar                                 | | |                                    |
| Spielbericht                                                | | |                                    |

## Cumhurbaşkanlığı Kupası 1992
| Beşiktaş Istanbul (Meister)                                 | Beşiktaş Istanbul (Meister) | Trabzonspor (Pokalsieger) | Trabzonspor (Pokalsieger) |
| ----------------------------------------------------------- | --- | --- | ------------------------- |
| Beşiktaş Istanbul (Meister)                                 | \| 24. Mai 1992 um 17:00 Uhr in Ankara (Ankara 19 Mayıs Stadı) \| \| Ergebnis: 2:1 (0:0) \| \| Schiedsrichter: Sadık Deda \| \| Spielbericht \|                                                                            | \| 24. Mai 1992 um 17:00 Uhr in Ankara (Ankara 19 Mayıs Stadı) \| \| Ergebnis: 2:1 (0:0) \| \| Schiedsrichter: Sadık Deda \| \| Spielbericht \|                                                                                   | Trabzonspor (Pokalsieger) |
| Beşiktaş Istanbul (Meister)                                 | Jarosław Bako (54. Metin Akçevre) – Ulvi Güveneroğlu, Recep Çetin, Kadir Akbulut, Hamit Yüksel – Şenol Fidan, Mehmet Özdilek, Zeki Önatlı, Rıza Çalımbay, Sergen Yalçın – Feyyaz Uçar Cheftrainer: Gordon Milne ( England) | Vukašin Petranović – Lars Olsen, Kemal Serdar, Ogün Temizkanoğlu, Lemi Çelik – Mehmet Soykök, Ünal Karaman (66. Hamdi Aslan), Orhan Çıkırıkçı, İsmail Gökçek, Şeyhmus Suna – Hami Mandıralı Cheftrainer: Urbain Braems ( Belgien) | Trabzonspor (Pokalsieger) |
| Beşiktaş Istanbul (Meister)                                 | 1:1 Feyyaz Uçar (57.) 2:1 Mehmet Özdilek (70.) | 0:1 Hami Mandıralı (48., Elfmeter) | Trabzonspor (Pokalsieger) |
| Beşiktaş Istanbul (Meister)                                 | Jarosław Bako (48.), Recep Çetin (69.) | | Trabzonspor (Pokalsieger) |
| 24. Mai 1992 um 17:00 Uhr in Ankara (Ankara 19 Mayıs Stadı) | | |                           |
| Ergebnis: 2:1 (0:0)                                         | | |                           |
| Schiedsrichter: Sadık Deda                                  | | |                           |
| Spielbericht                                                | | |                           |

## Cumhurbaşkanlığı Kupası 1993
| Galatasaray Istanbul (Meister/Pokalsieger)                     | Galatasaray Istanbul (Meister/Pokalsieger) | Beşiktaş Istanbul (Vizemeister) | Beşiktaş Istanbul (Vizemeister) |
| -------------------------------------------------------------- | --- | --- | ------------------------------- |
| Galatasaray Istanbul (Meister/Pokalsieger)                     | \| 14. August 1993 um 17:00 Uhr in Ankara (Ankara 19 Mayıs Stadı) \| \| Ergebnis: 2:0 (1:0) \| \| Schiedsrichter: Erman Toroğlu \| \| Spielbericht \|                                                                                        | \| 14. August 1993 um 17:00 Uhr in Ankara (Ankara 19 Mayıs Stadı) \| \| Ergebnis: 2:0 (1:0) \| \| Schiedsrichter: Erman Toroğlu \| \| Spielbericht \|                                                       | Beşiktaş Istanbul (Vizemeister) |
| Galatasaray Istanbul (Meister/Pokalsieger)                     | Hayrettin Demirbaş – Soner Tolungüç, Bülent Korkmaz, Mert Korkmaz, Hamza Hamzaoğlu – Falko Götz, Yusuf Tepekule, Tugay Kerimoğlu, Mustafa Kocabey (66. Benhur Babaoğlu), Suat Kaya – Hakan Şükür Cheftrainer: Reiner Hollmann ( Deutschland) | Şener Kurtulmuş – Ulvi Güveneroğlu, Mutlu Topçu, Ali Günçar, Gökhan Keskin – Rıza Çalımbay, Fany Madida, Sergen Yalçın, Mehmet Özdilek, Yusuf Tokaç – Hüseyin Demirbay Cheftrainer: Gordon Milne ( England) | Beşiktaş Istanbul (Vizemeister) |
| Galatasaray Istanbul (Meister/Pokalsieger)                     | 1:0 Mustafa Kocabey (1.) 2:0 Hakan Şükür (64.) | | Beşiktaş Istanbul (Vizemeister) |
| Galatasaray Istanbul (Meister/Pokalsieger)                     | Gökhan Keskin (60.) | | Beşiktaş Istanbul (Vizemeister) |
| 14. August 1993 um 17:00 Uhr in Ankara (Ankara 19 Mayıs Stadı) | | |                                 |
| Ergebnis: 2:0 (1:0)                                            | | |                                 |
| Schiedsrichter: Erman Toroğlu                                  | | |                                 |
| Spielbericht                                                   | | |                                 |

## Cumhurbaşkanlığı Kupası 1994
| Galatasaray Istanbul (Meister)                              | Galatasaray Istanbul (Meister) | Beşiktaş Istanbul (Pokalsieger) | Beşiktaş Istanbul (Pokalsieger) |
| ----------------------------------------------------------- | --- | --- | ------------------------------- |
| Galatasaray Istanbul (Meister)                              | \| 22. Mai 1994 um 20:00 Uhr in Ankara (Ankara 19 Mayıs Stadı) \| \| Ergebnis: 1:3 (1:1) \| \| Schiedsrichter: Bülent Yavuz \| \| Spielbericht \| | \| 22. Mai 1994 um 20:00 Uhr in Ankara (Ankara 19 Mayıs Stadı) \| \| Ergebnis: 1:3 (1:1) \| \| Schiedsrichter: Bülent Yavuz \| \| Spielbericht \|                                                                                    | Beşiktaş Istanbul (Pokalsieger) |
| Galatasaray Istanbul (Meister)                              | Hayrettin Demirbaş – Bülent Korkmaz, Reinhard Stumpf (46. Mert Korkmaz), Falko Götz, Hamza Hamzaoğlu – Suat Kaya (38. Soner Tolungüç), Tugay Kerimoğlu, Yusuf Tepekule, Kubilay Türkyılmaz – Arif Erdem, Hakan Şükür Cheftrainer: Reiner Hollmann ( Deutschland) | Şener Kurtulmuş – Recep Çetin, Mutlu Topçu, Ali Günçar, Gökhan Keskin – Mehmet Özdilek, Metin Tekin, Rıza Çalımbay (75. Sergen Yalçın), Fany Madida – Osvaldo Darío Nartallo, Feyyaz Uçar Cheftrainer: Christoph Daum ( Deutschland) | Beşiktaş Istanbul (Pokalsieger) |
| Galatasaray Istanbul (Meister)                              | 1:0 Suat Kaya (2.) | 1:1 Feyyaz Uçar (17.) 1:2 Metin Tekin (66.) 1:3 Sergen Yalçın (69.) | Beşiktaş Istanbul (Pokalsieger) |
| Galatasaray Istanbul (Meister)                              | Soner Tolungüç (57.), Tugay Kerimoğlu (71.), Bülent Korkmaz (88.) | Recep Çetin (4.), Gökhan Keskin (81.) | Beşiktaş Istanbul (Pokalsieger) |
| 22. Mai 1994 um 20:00 Uhr in Ankara (Ankara 19 Mayıs Stadı) | | |                                 |
| Ergebnis: 1:3 (1:1)                                         | | |                                 |
| Schiedsrichter: Bülent Yavuz                                | | |                                 |
| Spielbericht                                                | | |                                 |

## Cumhurbaşkanlığı Kupası 1995
| Beşiktaş Istanbul (Meister)                                 | Beşiktaş Istanbul (Meister) | Trabzonspor (Pokalsieger) | Trabzonspor (Pokalsieger) |
| ----------------------------------------------------------- | --- | --- | ------------------------- |
| Beşiktaş Istanbul (Meister)                                 | \| 27. Mai 1995 um 19:00 Uhr in Ankara (Ankara 19 Mayıs Stadı) \| \| Ergebnis: 0:2 (0:1) \| \| Schiedsrichter: Ahmet Çakar \| \| Spielbericht \| | \| 27. Mai 1995 um 19:00 Uhr in Ankara (Ankara 19 Mayıs Stadı) \| \| Ergebnis: 0:2 (0:1) \| \| Schiedsrichter: Ahmet Çakar \| \| Spielbericht \|                                                                                             | Trabzonspor (Pokalsieger) |
| Beşiktaş Istanbul (Meister)                                 | Raimond Aumann – Ali Günçar, Mutlu Topçu, Eyjólfur Sverrisson (55. Oktay Derelioğlu), Alpay Özalan, Recep Çetin – Fany Madida, Sergen Yalçın, Mehmet Özdilek (75. Rıza Çalımbay) – Ertuğrul Sağlam, Sertan Eser Cheftrainer: Christoph Daum ( Deutschland) | Nihat Tümkaya – Lemi Çelik, Ogün Temizkanoğlu, Osman Özköylü, Cengiz Atila – Abdullah Ercan, Ünal Karaman (12. Soner Boz), Tolunay Kafkas – Orhan Kaynak (89. Artschil Arweladse), Schota Arweladse, Hami Mandıralı Cheftrainer: Şenol Güneş | Trabzonspor (Pokalsieger) |
| Beşiktaş Istanbul (Meister)                                 | 0:1 Hami Mandıralı (30.) 0:2 Abdullah Ercan (84.) | | Trabzonspor (Pokalsieger) |
| Beşiktaş Istanbul (Meister)                                 | Eyjólfur Sverrisson (54.) | Lemi Çelik (29.) | Trabzonspor (Pokalsieger) |
| 27. Mai 1995 um 19:00 Uhr in Ankara (Ankara 19 Mayıs Stadı) | | |                           |
| Ergebnis: 0:2 (0:1)                                         | | |                           |
| Schiedsrichter: Ahmet Çakar                                 | | |                           |
| Spielbericht                                                | | |                           |

## Cumhurbaşkanlığı Kupası 1996
Der Cumhurbaşkanlığı Kupası 1996 wurde aus terminlichen Gründen erst im März 1997 ausgespielt.
| Fenerbahçe Istanbul (Meister)                                | Fenerbahçe Istanbul (Meister) | Galatasaray Istanbul (Pokalsieger) | Galatasaray Istanbul (Pokalsieger) |
| ------------------------------------------------------------ | --- | --- | ---------------------------------- |
| Fenerbahçe Istanbul (Meister)                                | \| 12. März 1997 um 20:00 Uhr in Ankara (Ankara 19 Mayıs Stadı) \| \| Ergebnis: 0:3 (0:1) \| \| Schiedsrichter: Oğuz Sarvan \| \| Spielbericht \| | \| 12. März 1997 um 20:00 Uhr in Ankara (Ankara 19 Mayıs Stadı) \| \| Ergebnis: 0:3 (0:1) \| \| Schiedsrichter: Oğuz Sarvan \| \| Spielbericht \|                                                                                  | Galatasaray Istanbul (Pokalsieger) |
| Fenerbahçe Istanbul (Meister)                                | Rüştü Reçber – Erol Bulut (69. Halil İbrahim Kara), Jes Høgh (54. Saffet Sancaklı), Saffet Akbaş, Uche Okechukwu, İlker Yağcıoğlu – Tayfun Korkut, Jay-Jay Okocha, Kemalettin Şentürk – Tarık Daşgün, Elvir Bolić Cheftrainer: Todor Veselinović ( BR Jugoslawien) | Volkan Kilimci – Bülent Korkmaz, Iulian Filipescu, Feti Okuroğlu, Hakan Ünsal – Ergün Penbe, Gheorghe Hagi, Suat Kaya (75. Vedat İnceefe), Tugay Kerimoğlu, Okan Buruk (75. İlyas Kahraman) – Hakan Şükür Cheftrainer: Fatih Terim | Galatasaray Istanbul (Pokalsieger) |
| Fenerbahçe Istanbul (Meister)                                | 0:1 Hakan Şükür (20.) 0:2 Hakan Şükür (68., Elfmeter) 0:3 Hakan Şükür (76.) | | Galatasaray Istanbul (Pokalsieger) |
| Fenerbahçe Istanbul (Meister)                                | İlker Yağcıoğlu (41.) | Gheorghe Hagi (6.), Suat Kaya (23.), Vedat İnceefe (88.) | Galatasaray Istanbul (Pokalsieger) |
| 12. März 1997 um 20:00 Uhr in Ankara (Ankara 19 Mayıs Stadı) | | |                                    |
| Ergebnis: 0:3 (0:1)                                          | | |                                    |
| Schiedsrichter: Oğuz Sarvan                                  | | |                                    |
| Spielbericht                                                 | | |                                    |

## Cumhurbaşkanlığı Kupası 1997
| Galatasaray Istanbul (Meister)                              | Galatasaray Istanbul (Meister) | Kocaelispor (Pokalsieger) | Kocaelispor (Pokalsieger) |
| ----------------------------------------------------------- | --- | --- | ------------------------- |
| Galatasaray Istanbul (Meister)                              | \| 31. Mai 1997 um 20:00 Uhr in Ankara (Ankara 19 Mayıs Stadı) \| \| Ergebnis: 2:1 n. V. (0:0, 1:1) \| \| Schiedsrichter: Sabri Çelik \| \| Spielbericht \| | \| 31. Mai 1997 um 20:00 Uhr in Ankara (Ankara 19 Mayıs Stadı) \| \| Ergebnis: 2:1 n. V. (0:0, 1:1) \| \| Schiedsrichter: Sabri Çelik \| \| Spielbericht \| | Kocaelispor (Pokalsieger) |
| Galatasaray Istanbul (Meister)                              | Volkan Kilimci – Bülent Korkmaz, Ümit Davala, Vedat İnceefe (85. İlyas Kahraman), Hakan Ünsal – Ergün Penbe (89. Feti Okuroğlu), Iulian Filipescu, Gheorghe Hagi (67. Suat Kaya), Adrian Ilie – Arif Erdem, Hakan Şükür Cheftrainer: Fatih Terim | Dumitru Stângaciu – Miško Mirković (40. Soner Boz), John Moshoeu, Nuri Çolak – Zeki Önatlı, Yalçın Kıldıran (76. Orhan Ak), Toprak Kırtoğlu, Tayfur Havutçu, Erhan Albayrak (51. Roman Dąbrowski), Evren Turhan – Faruk Yiğit Cheftrainer: Holger Osieck ( Deutschland) | Kocaelispor (Pokalsieger) |
| Galatasaray Istanbul (Meister)                              | 0:1 Ümit Davala (59.) 1:2 Hakan Şükür (116., umstrittenen Foulelfmeter) | 1:1 Roman Dąbrowski (89.) | Kocaelispor (Pokalsieger) |
| Galatasaray Istanbul (Meister)                              | Vedat İnceefe (36.), Adrian Ilie (63.), Hakan Şükür (89.) | Evren Nuri Turhan (49.), Nuri Çolak (89.), John Moshoeu (113.), Faruk Yiğit (119.) | Kocaelispor (Pokalsieger) |
| Galatasaray Istanbul (Meister)                              | Nach Spielende und nach Einsicht der Fernsehbilder gab der Schiedsrichter Sabri Çelik zu, einen Fehler begangen zu haben, indem er in der Verlängerung einen spielentscheidenden Strafstoß für Galatasaray entschied. Wofür sich der Schiedsrichter Çelik später bei Kocaelispor entschuldigte. Nach diesem Spiel beendete Çelik seine Schiedsrichter-Karriere. | | Kocaelispor (Pokalsieger) |
| 31. Mai 1997 um 20:00 Uhr in Ankara (Ankara 19 Mayıs Stadı) | | |                           |
| Ergebnis: 2:1 n. V. (0:0, 1:1)                              | | |                           |
| Schiedsrichter: Sabri Çelik                                 | | |                           |
| Spielbericht                                                | | |                           |

## Cumhurbaşkanlığı Kupası 1998
| Galatasaray Istanbul (Meister)                              | Galatasaray Istanbul (Meister) | Beşiktaş Istanbul (Pokalsieger) | Beşiktaş Istanbul (Pokalsieger) |
| ----------------------------------------------------------- | --- | --- | ------------------------------- |
| Galatasaray Istanbul (Meister)                              | \| 15. Mai 1998 um 20:00 Uhr in Ankara (Ankara 19 Mayıs Stadı) \| \| Ergebnis: 1:2 n. V. (0:1, 1:1) \| \| Schiedsrichter: Erol Ersoy \| \| Spielbericht \|                                                                                         | \| 15. Mai 1998 um 20:00 Uhr in Ankara (Ankara 19 Mayıs Stadı) \| \| Ergebnis: 1:2 n. V. (0:1, 1:1) \| \| Schiedsrichter: Erol Ersoy \| \| Spielbericht \| | Beşiktaş Istanbul (Pokalsieger) |
| Galatasaray Istanbul (Meister)                              | Mehmet Bölükbaşı – Vedat İnceefe (89. Feti Okuroğlu), Hakan Ünsal, Fatih Akyel – Ergün Penbe, Tugay Kerimoğlu, Okan Buruk, Osman Coşkun (101. Emre Belözoğlu), Suat Kaya (46. Mehmet Gönülaçar) – Arif Erdem, Hakan Şükür Cheftrainer: Fatih Terim | Fevzi Tuncay – Slatko Jankow (60. Hikmet Çapanoğlu), Erkan Avseren, Rahim Zafer, Mutlu Topçu (76. Serdar Topraktepe), Alpay Özalan – Mehmet Özdilek, Tayfur Havutçu, Yusuf Tokaç (70. Nihat Kahveci) – Daniel Amokachi, Ertuğrul Sağlam Cheftrainer: John Toshack ( Wales) | Beşiktaş Istanbul (Pokalsieger) |
| Galatasaray Istanbul (Meister)                              | 1:1 Mehmet Gönülaçar (67.) | 0:1 Daniel Amokachi (17.) 1:2 Nihat Kahveci (113.) | Beşiktaş Istanbul (Pokalsieger) |
| Galatasaray Istanbul (Meister)                              | Hasan Ünsal (20.), Okan Buruk (40.) | Erkan Avseren (44.), Ertuğrul Sağlam (55.), Hikmet Çapanoğlu (77.), Alpay Özalan (81.) | Beşiktaş Istanbul (Pokalsieger) |
| 15. Mai 1998 um 20:00 Uhr in Ankara (Ankara 19 Mayıs Stadı) | | |                                 |
| Ergebnis: 1:2 n. V. (0:1, 1:1)                              | | |                                 |
| Schiedsrichter: Erol Ersoy                                  | | |                                 |
| Spielbericht                                                | | |                                 |

## TFF Süper Kupa 2006
Die erste Ausgabe des Wettbewerbs seit seiner Reaktivierung 2006 unter dem Namen "TFF Süper Kupa" gewann Beşiktaş Istanbul gegen Galatasaray Istanbul durch ein Tor von Mert Nobre mit 1:0. Das Spiel fand in der Commerzbank-Arena in Frankfurt am Main statt.
| Galatasaray Istanbul (Meister)                                      | Galatasaray Istanbul (Meister) | Beşiktaş Istanbul (Pokalsieger) | Beşiktaş Istanbul (Pokalsieger) |
| ------------------------------------------------------------------- | --- | --- | ------------------------------- |
| Galatasaray Istanbul (Meister)                                      | \| 30. Juli 2006 um 18:30 Uhr in Frankfurt am Main (Commerzbank-Arena) \| \| Ergebnis: 0:1 (0:0) \| \| Zuschauer: ca. 30.000 \| \| Schiedsrichter: Bülent Demirlek (Uşak) \| \| Spielbericht \|                                                            | \| 30. Juli 2006 um 18:30 Uhr in Frankfurt am Main (Commerzbank-Arena) \| \| Ergebnis: 0:1 (0:0) \| \| Zuschauer: ca. 30.000 \| \| Schiedsrichter: Bülent Demirlek (Uşak) \| \| Spielbericht \|                                    | Beşiktaş Istanbul (Pokalsieger) |
| Galatasaray Istanbul (Meister)                                      | Faryd Mondragón – Sabri Sarıoğlu (77. Aydın Yılmaz), Rigobert Song, Tolga Seyhan, Ergün Penbe – Mehmet Güven, Cihan Haspolatlı, Hasan Şaş, Saša Ilić (72. Ayhan Akman) – Hakan Şükür, Necati Ateş (72. Özgürcan Özcan) Cheftrainer: Eric Gerets ( Belgien) | Vedran Runje – İbrahim Toraman, Gökhan Zan, Baki Mercimek, İbrahim Üzülmez – Koray Avcı, Kléberson, Fahri Tatan (70. Serdar Kurtuluş), Matías Delgado – Gökhan Güleç (70. Bobô), Mert Nobre Cheftrainer: Jean Tigana ( Frankreich) | Beşiktaş Istanbul (Pokalsieger) |
| Galatasaray Istanbul (Meister)                                      | 0:1 Mert Nobre (60.) | | Beşiktaş Istanbul (Pokalsieger) |
| Galatasaray Istanbul (Meister)                                      | Hasan Şaş (48.), Rigobert Song (55.), Tolga Seyhan (85.) | Gökhan Güleç (68.), Matías Delgado (89.) | Beşiktaş Istanbul (Pokalsieger) |
| 30. Juli 2006 um 18:30 Uhr in Frankfurt am Main (Commerzbank-Arena) | | |                                 |
| Ergebnis: 0:1 (0:0)                                                 | | |                                 |
| Zuschauer: ca. 30.000                                               | | |                                 |
| Schiedsrichter: Bülent Demirlek (Uşak)                              | | |                                 |
| Spielbericht                                                        | | |                                 |

## TFF Süper Kupa 2007
Der zweite Supercup seit seiner Reaktivierung 2006 fand am 5. August 2007 im Kölner Rheinenergiestadion wiederum in Deutschland statt. Dabei gewann Fenerbahçe Istanbul 2:1 gegen Beşiktaş Istanbul.
| Fenerbahçe Istanbul (Meister)                | Fenerbahçe Istanbul (Meister) | Beşiktaş Istanbul (Pokalsieger) | Beşiktaş Istanbul (Pokalsieger) |
| -------------------------------------------- | --- | --- | ------------------------------- |
| Fenerbahçe Istanbul (Meister)                | \| 5. August 2007 in Köln (Rheinenergiestadion) \| \| Ergebnis: 2:1 (1:1) \| \| Zuschauer: 38.000 \| \| Schiedsrichter: Fırat Aydınus (Istanbul) \| \| Spielbericht \|                                                            | \| 5. August 2007 in Köln (Rheinenergiestadion) \| \| Ergebnis: 2:1 (1:1) \| \| Zuschauer: 38.000 \| \| Schiedsrichter: Fırat Aydınus (Istanbul) \| \| Spielbericht \|                                                                              | Beşiktaş Istanbul (Pokalsieger) |
| Fenerbahçe Istanbul (Meister)                | Serdar Kulbilge – Önder Turacı, Can Arat, Edu Dracena, Roberto Carlos – Deniz Barış, Mehmet Aurélio, Deivid, Alex (79. Kazım Kazım) Uğur Boral (64. Ali Bilgin) – Mateja Kežman (89. Selçuk Şahin) Cheftrainer: Zico ( Brasilien) | Hakan Arıkan – Serdar Kurtuluş, İbrahim Toraman, İbrahim Kaş, İbrahim Üzülmez – Mehmet Yozgatlı (62. Serdar Özkan), Koray Avcı (88. Can Erdem), Édouard Cissé, İbrahim Akın (46. Rodrigo Tello), Matías Delgado – Bobô Cheftrainer: Ertuğrul Sağlam | Beşiktaş Istanbul (Pokalsieger) |
| Fenerbahçe Istanbul (Meister)                | 1:0 Deivid (14.) 2:1 Mateja Kežman (85.) | 1:1 Bobô (20.) | Beşiktaş Istanbul (Pokalsieger) |
| Fenerbahçe Istanbul (Meister)                | Edu Dracena (4.), Deivid (14.), Roberto Carlos (50.), Mateja Kežman (86.) | İbrahim Üzülmez (43.), Koray Avci (66.), İbrahim Toraman (90.+2'), Bobô (90.+2') | Beşiktaş Istanbul (Pokalsieger) |
| Fenerbahçe Istanbul (Meister)                | İbrahim Üzülmez (90.) | | Beşiktaş Istanbul (Pokalsieger) |
| 5. August 2007 in Köln (Rheinenergiestadion) | | |                                 |
| Ergebnis: 2:1 (1:1)                          | | |                                 |
| Zuschauer: 38.000                            | | |                                 |
| Schiedsrichter: Fırat Aydınus (Istanbul)     | | |                                 |
| Spielbericht                                 | | |                                 |

## TFF Süper Kupa 2008
Das Supercup-Spiel der Saison 2007/08 zwischen Galatasaray Istanbul gegen Kayserispor wurde am 17. August 2008 in der MSV-Arena in Duisburg ausgetragen. Sieger der Partie war Galatasaray Istanbul.
| Galatasaray Istanbul (Meister)                       | Galatasaray Istanbul (Meister) | Kayserispor (Pokalsieger) | Kayserispor (Pokalsieger) |
| ---------------------------------------------------- | --- | --- | ------------------------- |
| Galatasaray Istanbul (Meister)                       | \| 17. August 2008 um 20:00 Uhr in Duisburg (MSV-Arena) \| \| Ergebnis: 2:1 (0:0) \| \| Zuschauer: 20.000 \| \| Schiedsrichter: Selçuk Dereli (Kahramanmaraş) \| \| Spielbericht \|                                                                           | \| 17. August 2008 um 20:00 Uhr in Duisburg (MSV-Arena) \| \| Ergebnis: 2:1 (0:0) \| \| Zuschauer: 20.000 \| \| Schiedsrichter: Selçuk Dereli (Kahramanmaraş) \| \| Spielbericht \|                                                                             | Kayserispor (Pokalsieger) |
| Galatasaray Istanbul (Meister)                       | Aykut Erçetin – Sabri Sarıoğlu, Servet Çetin, Fernando Meira, Hakan Balta (73. Volkan Yaman) – Barış Özbek (66. Harry Kewell), Mehmet Topal, Ayhan Akman, Hasan Şaş (84. Alparslan Erdem), Lincoln – Shabani Nonda Cheftrainer: Michael Skibbe ( Deutschland) | Souleymanou Hamidou – Ali Turan, Koray Çölgeçen (70. Durmuş Bayram), Eren Güngör, Delio Toledo – Mehmet Topuz , Alioum Saidou, Abdullah Durak (88. Matías Escobar), Mehmet Boyraz – Milan Purović (74. Umut Koçin), Julius Aghahowa Cheftrainer: Tolunay Kafkas | Kayserispor (Pokalsieger) |
| Galatasaray Istanbul (Meister)                       | 1:0 Harry Kewell (66.) 2:0 Shabani Nonda (73.) | 2:1 Mehmet Topuz (89.) | Kayserispor (Pokalsieger) |
| Galatasaray Istanbul (Meister)                       | Lincoln (66.), Shabani Nonda (89.) | Alioum Saidou (75.), Durmuş Bayram (81.) | Kayserispor (Pokalsieger) |
| 17. August 2008 um 20:00 Uhr in Duisburg (MSV-Arena) | | |                           |
| Ergebnis: 2:1 (0:0)                                  | | |                           |
| Zuschauer: 20.000                                    | | |                           |
| Schiedsrichter: Selçuk Dereli (Kahramanmaraş)        | | |                           |
| Spielbericht                                         | | |                           |

## TFF Süper Kupa 2009
Das Supercup-Spiel im Jahr 2009 wurde seit seiner Reaktivierung 2006 zum ersten Mal in der Türkei im Atatürk-Olympiastadion (Istanbul) ausgetragen. Ebenfalls zum ersten Mal spielte mit Beşiktaş Istanbul sowohl der Meister und Pokalsieger. Gegner war der Pokalfinalist Fenerbahçe Istanbul, der das Spiel mit 2:0 gewann.
| Beşiktaş Istanbul (Meister/Pokalsieger)                          | Beşiktaş Istanbul (Meister/Pokalsieger) | Fenerbahçe Istanbul (Pokalfinalist) | Fenerbahçe Istanbul (Pokalfinalist) |
| ---------------------------------------------------------------- | --- | --- | ----------------------------------- |
| Beşiktaş Istanbul (Meister/Pokalsieger)                          | \| 2. August 2009 um 21:00 Uhr in Istanbul (Atatürk-Olympiastadion) \| \| Ergebnis: 0:2 (0:0) \| \| Schiedsrichter: Yunus Yıldırım (Manisa) \| \| Spielbericht \|                                                                             | \| 2. August 2009 um 21:00 Uhr in Istanbul (Atatürk-Olympiastadion) \| \| Ergebnis: 0:2 (0:0) \| \| Schiedsrichter: Yunus Yıldırım (Manisa) \| \| Spielbericht \|                                                                                        | Fenerbahçe Istanbul (Pokalfinalist) |
| Beşiktaş Istanbul (Meister/Pokalsieger)                          | Rüştü Reçber – Erhan Güven (81. Rıdvan Şimşek), Tomáš Sivok, Matteo Ferrari, İsmail Köybaşı – Yusuf Şimşek (46. Nihat Kahveci), Michael Fink, Fabian Ernst, Rodrigo Tello (79. Filip Hološko) – Bobô, Mert Nobre Cheftrainer: Mustafa Denizli | Volkan Demirel – Gökhan Gönül, Önder Turacı, Fábio Bilica, Gökçek Vederson – Kazım Kazım (59. Deivid), Cristian Baroni, Emre Belözoğlu (78. Selçuk Şahin), André Santos (83. Uğur Boral), Alex – Daniel Güiza Cheftrainer: Christoph Daum ( Deutschland) | Fenerbahçe Istanbul (Pokalfinalist) |
| Beşiktaş Istanbul (Meister/Pokalsieger)                          | 0:1 Alex (74., Handelfmeter) 0:2 Alex (90.+2') | | Fenerbahçe Istanbul (Pokalfinalist) |
| Beşiktaş Istanbul (Meister/Pokalsieger)                          | Yusuf Şimşek (34.), Bobô (52.), Tomáš Sivok (74.) | Fábio Bilica (52.) | Fenerbahçe Istanbul (Pokalfinalist) |
| Beşiktaş Istanbul (Meister/Pokalsieger)                          | Spieler des Spiels: Alex | | Fenerbahçe Istanbul (Pokalfinalist) |
| 2. August 2009 um 21:00 Uhr in Istanbul (Atatürk-Olympiastadion) | | |                                     |
| Ergebnis: 0:2 (0:0)                                              | | |                                     |
| Schiedsrichter: Yunus Yıldırım (Manisa)                          | | |                                     |
| Spielbericht                                                     | | |                                     |

## TFF Süper Kupa 2010
Im Supercup 2010 nahm zum ersten Mal in diesem Wettbewerb keine Mannschaft aus Istanbul teil. Außerdem spielten Bursaspor und Trabzonspor zum ersten Mal um den Supercup. Trabzonspor gewann das Spiel mit 3:0. Austragungsort war wie im Vorjahr das Atatürk-Olympiastadion in Istanbul.
| Bursaspor (Meister)                                              | Bursaspor (Meister) | Trabzonspor (Pokalsieger) | Trabzonspor (Pokalsieger) |
| ---------------------------------------------------------------- | --- | --- | ------------------------- |
| Bursaspor (Meister)                                              | \| 7. August 2010 um 19:30 Uhr in Istanbul (Atatürk-Olympiastadion) \| \| Ergebnis: 0:3 (0:0) \| \| Schiedsrichter: Kuddusi Müftüoğlu (Alanya) \| \| Spielbericht \|                                                                                       | \| 7. August 2010 um 19:30 Uhr in Istanbul (Atatürk-Olympiastadion) \| \| Ergebnis: 0:3 (0:0) \| \| Schiedsrichter: Kuddusi Müftüoğlu (Alanya) \| \| Spielbericht \|                                                                                           | Trabzonspor (Pokalsieger) |
| Bursaspor (Meister)                                              | Dimitar Iwankow – Ali Tandoğan, Ömer Erdoğan , İbrahim Öztürk (75. Serdar Aziz), Gökçek Vederson – Volkan Şen, Giani Kiriță (46. Bekir Ozan Has), Pablo Batalla (63. Sercan Yıldırım), Ivan Ergić, Ozan İpek – Turgay Bahadır Cheftrainer: Ertuğrul Sağlam | Onur Kıvrak – Serkan Balcı, Arkadiusz Głowacki, Egemen Korkmaz, Hrvoje Čale – Burak Yılmaz (66. Ibrahima Yattara), Selçuk İnan , Ceyhun Gülselam, Gustavo Colman, Alanzinho (79. Barış Ataş) – Teófilo Gutiérrez (90.+3' Giray Kaçar) Cheftrainer: Şenol Güneş | Trabzonspor (Pokalsieger) |
| Bursaspor (Meister)                                              | 0:1 Teófilo Gutiérrez (55.) 0:2 Teófilo Gutiérrez (61.) 0:3 Teófilo Gutiérrez (72.) | | Trabzonspor (Pokalsieger) |
| Bursaspor (Meister)                                              | Giani Kiriță (39.), Volkan Şen (68.) | Hrvoje Čale (5.), Egemen Korkmaz (18.), Selçuk İnan (33.), Arkadiusz Głowacki (84.) | Trabzonspor (Pokalsieger) |
| Bursaspor (Meister)                                              | Spieler des Spiels: Teófilo Gutiérrez | | Trabzonspor (Pokalsieger) |
| 7. August 2010 um 19:30 Uhr in Istanbul (Atatürk-Olympiastadion) | | |                           |
| Ergebnis: 0:3 (0:0)                                              | | |                           |
| Schiedsrichter: Kuddusi Müftüoğlu (Alanya)                       | | |                           |
| Spielbericht                                                     | | |                           |

## TFF Süper Kupa 2011 (nicht ausgetragen)
Aufgrund eines Manipulationsverdachts wurde am 19. Juli 2011 die für den 27. Oktober 2011 angesetzte Austragung auf einen späteren Zeitpunkt verschoben und bis heute nicht ausgetragen.
| Fenerbahçe Istanbul (Meister) | Fenerbahçe Istanbul (Meister) | Beşiktaş Istanbul (Pokalsieger) | Beşiktaş Istanbul (Pokalsieger) |
| ----------------------------- | ----------------------------- | ------------------------------- | ------------------------------- |
| Fenerbahçe Istanbul (Meister) |                               |                                 | Beşiktaş Istanbul (Pokalsieger) |

## TFF Süper Kupa 2012
Am 12. August 2012 standen sich Galatasaray Istanbul und Fenerbahçe Istanbul zum ersten Mal im Spiel um den türkischen Supercup gegenüber seit der Reaktivierung des Wettbewerbs 2006. Erstmals seitdem der Wettbewerb, 2006 reaktiviert wurde, in der Türkei ausgetragen wurde, fand das Spiel außerhalb Istanbuls statt. Gespielt wurde im ostanatolischen Erzurum. Galatasaray gewann als Meister mit 3:2.
| Galatasaray Istanbul (Meister)                                     | Galatasaray Istanbul (Meister) | Fenerbahçe Istanbul (Pokalsieger) | Fenerbahçe Istanbul (Pokalsieger) |
| ------------------------------------------------------------------ | --- | --- | --------------------------------- |
| Galatasaray Istanbul (Meister)                                     | \| 12. August 2012 um 19:55 Uhr in Erzurum (Kâzım Karabekir Stadyumu) \| \| Ergebnis: 3:2 (1:1) \| \| Zuschauer: 25.000[6] \| \| Schiedsrichter: Cüneyt Çakır (Istanbul) \| \| Spielbericht \|                                                      | \| 12. August 2012 um 19:55 Uhr in Erzurum (Kâzım Karabekir Stadyumu) \| \| Ergebnis: 3:2 (1:1) \| \| Zuschauer: 25.000[6] \| \| Schiedsrichter: Cüneyt Çakır (Istanbul) \| \| Spielbericht \|                                                | Fenerbahçe Istanbul (Pokalsieger) |
| Galatasaray Istanbul (Meister)                                     | Fernando Muslera – Emmanuel Eboué, Dany Nounkeu, Semih Kaya, Hakan Balta – Hamit Altıntop, Engin Baytar, Selçuk İnan, Emre Çolak (83. Aydın Yılmaz) – Umut Bulut (90.+6' Necati Ateş), Johan Elmander (69. Nordin Amrabat) Cheftrainer: Fatih Terim | Volkan Demirel (16. Mert Günok) – Orhan Şam (90.+1' Moussa Sow), Bekir İrtegün, Egemen Korkmaz, Hasan Ali Kaldırım – Mehmet Topuz, Mehmet Topal (69. Miloš Krasić), Cristian Baroni, Caner Erkin, Alex – Dirk Kuyt Cheftrainer: Aykut Kocaman | Fenerbahçe Istanbul (Pokalsieger) |
| Galatasaray Istanbul (Meister)                                     | 1:0 Umut Bulut (19.) 2:1 Umut Bulut (57.) 3:2 Selçuk İnan (90., Foulelfmeter) | 1:1 Alex (45.+2') 2:2 Dirk Kuyt (65.) | Fenerbahçe Istanbul (Pokalsieger) |
| Galatasaray Istanbul (Meister)                                     | Selçuk İnan (90.+5') | Alex (45.+1'), Orhan Şam (70.), Bekir İrtegün (76.), Mehmet Topuz (80.) | Fenerbahçe Istanbul (Pokalsieger) |
| Galatasaray Istanbul (Meister)                                     | Engin Baytar (66., Tätlichkeit) | | Fenerbahçe Istanbul (Pokalsieger) |
| Galatasaray Istanbul (Meister)                                     | Spieler des Spiels: Umut Bulut | | Fenerbahçe Istanbul (Pokalsieger) |
| 12. August 2012 um 19:55 Uhr in Erzurum (Kâzım Karabekir Stadyumu) | | |                                   |
| Ergebnis: 3:2 (1:1)                                                | | |                                   |
| Zuschauer: 25.000                                                  | | |                                   |
| Schiedsrichter: Cüneyt Çakır (Istanbul)                            | | |                                   |
| Spielbericht                                                       | | |                                   |

## TFF Süper Kupa 2013
Am 11. August 2013 trafen wie im Vorjahr erneut Galatasaray Istanbul und Fenerbahçe Istanbul aufeinander. Das Spiel wurde in der zentraltürkischen Stadt Kayseri ausgetragen. Der Meister Galatasaray gewann mit 1:0 nach Verlängerung.
| Galatasaray Istanbul (Meister)                                    | Galatasaray Istanbul (Meister) | Fenerbahçe Istanbul (Pokalsieger) | Fenerbahçe Istanbul (Pokalsieger) | Aufstellung                                                                        |
| ----------------------------------------------------------------- | --- | --- | --------------------------------- | ---------------------------------------------------------------------------------- |
| Galatasaray Istanbul (Meister)                                    | \| 11. August 2013 um 20:30 Uhr in Kayseri (Kayseri Kadir Has Stadı) \| \| Ergebnis: 1:0 n. V. \| \| Zuschauer: 26.428[8] \| \| Schiedsrichter: Bülent Yıldırım (Kayseri) \| \| Spielbericht \|                                                                   | \| 11. August 2013 um 20:30 Uhr in Kayseri (Kayseri Kadir Has Stadı) \| \| Ergebnis: 1:0 n. V. \| \| Zuschauer: 26.428[8] \| \| Schiedsrichter: Bülent Yıldırım (Kayseri) \| \| Spielbericht \|                                                  | Fenerbahçe Istanbul (Pokalsieger) | Aufstellung Galatasaray Istanbul (Meister) gegen Fenerbahçe Istanbul (Pokalsieger) |
| Galatasaray Istanbul (Meister)                                    | Fernando Muslera – Emmanuel Eboué, Gökhan Zan, Semih Kaya, Hakan Balta – Felipe Melo, Selçuk İnan, Wesley Sneijder (108. Emre Çolak), Hamit Altıntop (80. Umut Bulut), Nordin Amrabat (80. Erman Kılıç) – Didier Drogba Cheftrainer: Ümit Davala (Stellvertreter) | Mert Günok – Mehmet Topuz, Bekir İrtegün, Bruno Alves, Hasan Ali Kaldırım – Mehmet Topal, Emre Belözoğlu (103. Caner Erkin), Cristian Baroni (58. Alper Potuk) – Dirk Kuyt, Moussa Sow, Pierre Webó (80. Michal Kadlec) Cheftrainer: Ersun Yanal | Fenerbahçe Istanbul (Pokalsieger) | Aufstellung Galatasaray Istanbul (Meister) gegen Fenerbahçe Istanbul (Pokalsieger) |
| Galatasaray Istanbul (Meister)                                    | 1:0 Didier Drogba (99.) | | Fenerbahçe Istanbul (Pokalsieger) | Aufstellung Galatasaray Istanbul (Meister) gegen Fenerbahçe Istanbul (Pokalsieger) |
| Galatasaray Istanbul (Meister)                                    | Nordin Amrabat (28.), Hamit Altıntop (37.), Gökhan Zan (49.), Felipe Melo (80.), Didier Drogba (114.), Fernando Muslera (119.) | Mehmet Topuz (46.), Bruno Alves (59.), Pierre Webó (61.), Caner Erkin (120.) | Fenerbahçe Istanbul (Pokalsieger) | Aufstellung Galatasaray Istanbul (Meister) gegen Fenerbahçe Istanbul (Pokalsieger) |
| Galatasaray Istanbul (Meister)                                    | Bruno Alves (63., wiederholtes Foulspiel) | | Fenerbahçe Istanbul (Pokalsieger) | Aufstellung Galatasaray Istanbul (Meister) gegen Fenerbahçe Istanbul (Pokalsieger) |
| Galatasaray Istanbul (Meister)                                    | Spieler des Spiels: Mert Günok | | Fenerbahçe Istanbul (Pokalsieger) | Aufstellung Galatasaray Istanbul (Meister) gegen Fenerbahçe Istanbul (Pokalsieger) |
| 11. August 2013 um 20:30 Uhr in Kayseri (Kayseri Kadir Has Stadı) | | |                                   |                                                                                    |
| Ergebnis: 1:0 n. V.                                               | | |                                   |                                                                                    |
| Zuschauer: 26.428                                                 | | |                                   |                                                                                    |
| Schiedsrichter: Bülent Yıldırım (Kayseri)                         | | |                                   |                                                                                    |
| Spielbericht                                                      | | |                                   |                                                                                    |

## TFF Süper Kupa 2014
Zum dritten Mal in Folge trafen Galatasaray Istanbul und Fenerbahçe Istanbul aufeinander. Das Spiel wurde in der westtürkischen Stadt Manisa ausgetragen. Meister Fenerbahçe gewann im Elfmeterschießen.
| Fenerbahçe Istanbul (Meister)                   | Fenerbahçe Istanbul (Meister) | Galatasaray Istanbul (Pokalsieger) | Galatasaray Istanbul (Pokalsieger) | Aufstellung                                                                        |
| ----------------------------------------------- | --- | --- | ---------------------------------- | ---------------------------------------------------------------------------------- |
| Fenerbahçe Istanbul (Meister)                   | \| 25. August 2014 in Manisa (19 Mayıs Stadı) \| \| Ergebnis: 0:0 n. V., 3:2 i. E. \| \| Schiedsrichter: Mustafa Kamil Abitoğlu (Alanya) \| \| Spielbericht \|                                                                                      | \| 25. August 2014 in Manisa (19 Mayıs Stadı) \| \| Ergebnis: 0:0 n. V., 3:2 i. E. \| \| Schiedsrichter: Mustafa Kamil Abitoğlu (Alanya) \| \| Spielbericht \|                                                                                                | Galatasaray Istanbul (Pokalsieger) | Aufstellung Fenerbahçe Istanbul (Meister) gegen Galatasaray Istanbul (Pokalsieger) |
| Fenerbahçe Istanbul (Meister)                   | Volkan Demirel – Gökhan Gönül, Bekir İrtegün, Bruno Alves (82. Michal Kadlec), Caner Erkin – Raul Meireles, Mehmet Topal, Emre Belözoğlu (88. Alper Potuk) – Dirk Kuyt, Moussa Sow (116. Mehmet Topuz), Emmanuel Emenike Cheftrainer: İsmail Kartal | Fernando Muslera – Veysel Sarı, Semih Kaya, Aurélien Chedjou, Alex Telles (104. Hakan Balta) – Felipe Melo, Selçuk İnan , Yasin Öztekin (60. Yekta Kurtuluş), Wesley Sneijder (60. Bruma), Olcan Adın – Burak Yılmaz Cheftrainer: Cesare Prandelli ( Italien) | Galatasaray Istanbul (Pokalsieger) | Aufstellung Fenerbahçe Istanbul (Meister) gegen Galatasaray Istanbul (Pokalsieger) |
| Fenerbahçe Istanbul (Meister)                   | Elfmeterschießen | | Galatasaray Istanbul (Pokalsieger) | Aufstellung Fenerbahçe Istanbul (Meister) gegen Galatasaray Istanbul (Pokalsieger) |
| Fenerbahçe Istanbul (Meister)                   | 1:1 Dirk Kuyt Caner Erkin Mehmet Topuz 2:1 Raúl Meireles 3:2 Michal Kadlec | 0:1 Olcan Adın Selçuk İnan Felipe Melo Yekta Kurtuluş 2:2 Burak Yılmaz | Galatasaray Istanbul (Pokalsieger) | Aufstellung Fenerbahçe Istanbul (Meister) gegen Galatasaray Istanbul (Pokalsieger) |
| Fenerbahçe Istanbul (Meister)                   | Emre Belözoğlu (31.), Bruno Alves (35.), Emmanuel Emenike (58.), Dirk Kuyt (90.+1'), Volkan Demirel (Elfmeterschießen) | Selçuk İnan (29.), Veysel Sarı (58.), Alex Telles (68.), Burak Yılmaz (92.), Felipe Melo (Elfmeterschießen) | Galatasaray Istanbul (Pokalsieger) | Aufstellung Fenerbahçe Istanbul (Meister) gegen Galatasaray Istanbul (Pokalsieger) |
| Fenerbahçe Istanbul (Meister)                   | Spieler des Spiels: Fernando Muslera | | Galatasaray Istanbul (Pokalsieger) | Aufstellung Fenerbahçe Istanbul (Meister) gegen Galatasaray Istanbul (Pokalsieger) |
| 25. August 2014 in Manisa (19 Mayıs Stadı)      | | |                                    |                                                                                    |
| Ergebnis: 0:0 n. V., 3:2 i. E.                  | | |                                    |                                                                                    |
| Schiedsrichter: Mustafa Kamil Abitoğlu (Alanya) | | |                                    |                                                                                    |
| Spielbericht                                    | | |                                    |                                                                                    |

## TFF Süper Kupa 2015
Erstmals war die Hauptstadt Ankara Austragungsort des Supercupspiels. Der Doublegewinner Galatasaray Istanbul gewann gegen den Pokalfinalisten Bursaspor mit 1:0.
| Galatasaray Istanbul (Meister/Pokalsieger)            | Galatasaray Istanbul (Meister/Pokalsieger) | Bursaspor (Pokalfinalist) | Bursaspor (Pokalfinalist) |
| ----------------------------------------------------- | --- | --- | ------------------------- |
| Galatasaray Istanbul (Meister/Pokalsieger)            | \| 8. August 2015 um 19:45 Uhr in Ankara (Osmanlı Stadı) \| \| Ergebnis: 1:0 (1:0) \| \| Schiedsrichter: Cüneyt Çakır (Istanbul) \| \| Spielbericht \|                                                                                                   | \| 8. August 2015 um 19:45 Uhr in Ankara (Osmanlı Stadı) \| \| Ergebnis: 1:0 (1:0) \| \| Schiedsrichter: Cüneyt Çakır (Istanbul) \| \| Spielbericht \|                                                                   | Bursaspor (Pokalfinalist) |
| Galatasaray Istanbul (Meister/Pokalsieger)            | Fernando Muslera – Sabri Sarıoğlu, Hakan Balta, Aurélien Chedjou, Alex Telles – Bilal Kısa, Yasin Öztekin, Selçuk İnan , Wesley Sneijder (77. Umut Bulut), Lukas Podolski (84. Jem Karacan) – Burak Yılmaz (63. Emre Çolak) Cheftrainer: Hamza Hamzaoğlu | Mert Günok – Emre Taşdemir, Serdar Aziz , Erdem Özgenç, Aziz Behich (71. Ozan İpek), Tomáš Sivok – Şamil Çinaz, Ozan Tufan, Josue, Cristóbal Jorquera (72. Luis Advíncula) – Cédric Bakambu Cheftrainer: Ertuğrul Sağlam | Bursaspor (Pokalfinalist) |
| Galatasaray Istanbul (Meister/Pokalsieger)            | 1:0 Yasin Öztekin (21.) | | Bursaspor (Pokalfinalist) |
| Galatasaray Istanbul (Meister/Pokalsieger)            | Selçuk İnan (35.), Yasin Öztekin (52.), Lukas Podolski (81.) | Ozan İpek (90.) | Bursaspor (Pokalfinalist) |
| Galatasaray Istanbul (Meister/Pokalsieger)            | Emre Çolak (88., grobes Foulspiel) | | Bursaspor (Pokalfinalist) |
| Galatasaray Istanbul (Meister/Pokalsieger)            | Spieler des Spiels: Yasin Öztekin | | Bursaspor (Pokalfinalist) |
| 8. August 2015 um 19:45 Uhr in Ankara (Osmanlı Stadı) | | |                           |
| Ergebnis: 1:0 (1:0)                                   | | |                           |
| Schiedsrichter: Cüneyt Çakır (Istanbul)               | | |                           |
| Spielbericht                                          | | |                           |

## Turkcell Süper Kupa 2016
Der Supercup-Betreiber TFF, türkische Fußballverband, verkaufte die Namensrechte des Wettbewerbs an das türkische Telekommunikationsunternehmen Turkcell. Seit 2016 lautet der Supercup "Turkcell Süper Kupa".
| Beşiktaş Istanbul (Meister)                                    | Beşiktaş Istanbul (Meister) | Galatasaray Istanbul (Pokalsieger) | Galatasaray Istanbul (Pokalsieger) |
| -------------------------------------------------------------- | --- | --- | ---------------------------------- |
| Beşiktaş Istanbul (Meister)                                    | \| 13. August 2016 um 20:00 Uhr in Konya (Konya Büyükşehir Stadı) \| \| Ergebnis: 1:1 n. V. (0:0, 0:0), 0:3 i. E. \| \| Schiedsrichter: Mete Kalkavan (Istanbul) \| \| Spielbericht \|                                                       | \| 13. August 2016 um 20:00 Uhr in Konya (Konya Büyükşehir Stadı) \| \| Ergebnis: 1:1 n. V. (0:0, 0:0), 0:3 i. E. \| \| Schiedsrichter: Mete Kalkavan (Istanbul) \| \| Spielbericht \|                                                                    | Galatasaray Istanbul (Pokalsieger) |
| Beşiktaş Istanbul (Meister)                                    | Tolga Zengin – Andreas Beck, Marcelo, Necip Uysal (106. Adriano), Duško Tošić – Kerim Frei (46. Ricardo Quaresma), Atiba Hutchinson, Oğuzhan Özyakup, Tolgay Arslan (73. Ömer Şişmanoğlu), Olcay Şahan – Cenk Tosun Cheftrainer: Şenol Güneş | Fernando Muslera – Martin Linnes, Aurélien Chedjou, Hakan Balta, Lionel Carole – Sinan Gümüş (88. Yasin Öztekin), Tolga Ciğerci, Selçuk İnan , Wesley Sneijder, Bruma – Lukas Podolski (43. Eren Derdiyok) Cheftrainer: Jan Olde Riekerink ( Niederlande) | Galatasaray Istanbul (Pokalsieger) |
| Beşiktaş Istanbul (Meister)                                    | 1:1 Aurélien Chedjou (107., Eigentor) | 0:1 Hakan Balta (100.) | Galatasaray Istanbul (Pokalsieger) |
| Beşiktaş Istanbul (Meister)                                    | Elfmeterschießen | | Galatasaray Istanbul (Pokalsieger) |
| Beşiktaş Istanbul (Meister)                                    | Oğuzhan Özyakup Cenk Tosun Atiba Hutchinson | 0:1 Selçuk İnan 0:2 Hakan Balta 0:3 Tolga Ciğerci | Galatasaray Istanbul (Pokalsieger) |
| Beşiktaş Istanbul (Meister)                                    | Andreas Beck (58.), Oğuzhan Özyakup (87.), Necip Uysal (99.) | Tolga Ciğerci (77.) | Galatasaray Istanbul (Pokalsieger) |
| Beşiktaş Istanbul (Meister)                                    | Spieler des Spiels: Fernando Muslera | | Galatasaray Istanbul (Pokalsieger) |
| 13. August 2016 um 20:00 Uhr in Konya (Konya Büyükşehir Stadı) | | |                                    |
| Ergebnis: 1:1 n. V. (0:0, 0:0), 0:3 i. E.                      | | |                                    |
| Schiedsrichter: Mete Kalkavan (Istanbul)                       | | |                                    |
| Spielbericht                                                   | | |                                    |

## Turkcell Süper Kupa 2017
| Beşiktaş Istanbul (Meister)                                    | Beşiktaş Istanbul (Meister) | Atiker Konyaspor (Pokalsieger) | Atiker Konyaspor (Pokalsieger) |
| -------------------------------------------------------------- | --- | --- | ------------------------------ |
| Beşiktaş Istanbul (Meister)                                    | \| 6. August 2017, um 19:45 Uhr in Samsun (Samsun 19 Mayıs Stadı) \| \| Ergebnis: 1:2 (0:1) \| \| Schiedsrichter: Fırat Aydınus (Istanbul) \| \| Spielbericht \|                                                | \| 6. August 2017, um 19:45 Uhr in Samsun (Samsun 19 Mayıs Stadı) \| \| Ergebnis: 1:2 (0:1) \| \| Schiedsrichter: Fırat Aydınus (Istanbul) \| \| Spielbericht \| | Atiker Konyaspor (Pokalsieger) |
| Beşiktaş Istanbul (Meister)                                    | Fabri – Adriano, Duško Tošić, Pepe, Andreas Beck (61. Caner Erkin) – Ryan Babel, Oğuzhan Özyakup , Atiba Hutchinson, Tolgay Arslan (61. Álvaro Negredo), Ricardo Quaresma – Cenk Tosun Cheftrainer: Şenol Güneş | Serkan Kırıntılı – Ferhat Öztorun, Wilfred Moke, Ali Turan, Nejc Skubic – Moryké Fofana, Ali Çamdalı (76. Musa Araz), Mehdi Bourabia, Ömer Ali Şahiner (82. Imoh Ezekiel) – Deni Milošević (65. Jens Jönsson), Abdou Razack Traoré Cheftrainer: Mustafa Reşit Akçay | Atiker Konyaspor (Pokalsieger) |
| Beşiktaş Istanbul (Meister)                                    | 1:1 Cenk Tosun (77.) | 0:1 Abdou Razack Traoré (33.) 1:2 Nejc Skubic (90.+1', Foulelfmeter) | Atiker Konyaspor (Pokalsieger) |
| Beşiktaş Istanbul (Meister)                                    | Adriano (90.+4') | Ali Turan (45.+3'), Mehdi Bourabia (60.) | Atiker Konyaspor (Pokalsieger) |
| Beşiktaş Istanbul (Meister)                                    | Spieler des Spiels: Abdou Razack Traoré | | Atiker Konyaspor (Pokalsieger) |
| 6. August 2017, um 19:45 Uhr in Samsun (Samsun 19 Mayıs Stadı) | | |                                |
| Ergebnis: 1:2 (0:1)                                            | | |                                |
| Schiedsrichter: Fırat Aydınus (Istanbul)                       | | |                                |
| Spielbericht                                                   | | |                                |

## TFF Süper Kupa 2018
| Galatasaray Istanbul (Meister)                                | Galatasaray Istanbul (Meister) | Akhisarspor (Pokalsieger) | Akhisarspor (Pokalsieger) |
| ------------------------------------------------------------- | --- | --- | ------------------------- |
| Galatasaray Istanbul (Meister)                                | \| 5. August 2018 um 19:45 Uhr in Konya (Konya Büyükşehir Stadı) \| \| Ergebnis: 1:1 n. V. (1:1, 0:1), 4:5 i. E. \| \| Schiedsrichter: Cüneyt Çakır \| \| Spielbericht \|                                                                                             | \| 5. August 2018 um 19:45 Uhr in Konya (Konya Büyükşehir Stadı) \| \| Ergebnis: 1:1 n. V. (1:1, 0:1), 4:5 i. E. \| \| Schiedsrichter: Cüneyt Çakır \| \| Spielbericht \| | Akhisarspor (Pokalsieger) |
| Galatasaray Istanbul (Meister)                                | Fernando Muslera – Yūto Nagatomo (102. Lionel Carole), Serdar Aziz, Maicon, Martin Linnes, Garry Rodrigues, Fernando (70. Yunus Akgün), Ryan Donk (77. Selçuk İnan), Sofiane Feghouli, Younès Belhanda (79. Eren Derdiyok) – Bafétimbi Gomis Cheftrainer: Fatih Terim | Fatih Öztürk – Ömer Bayram, Dany Nounkeu, Mustafa Yumlu, Avdija Vršajević (67. Daniel Larsson) – Elvis Manu (77. Güray Vural), Aykut Çeviker, Abdoul Sissoko, Hélder Barbosa (63. Miguel Lopes), Bilal Kısa (98. Onurcan Güler) – Jewhen Selesnjow Cheftrainer: Safet Sušić ( Bosnien und Herzegowina) | Akhisarspor (Pokalsieger) |
| Galatasaray Istanbul (Meister)                                | 1:1 Eren Derdiyok (79.) | 0:1 Jewhen Selesnjow (5.) | Akhisarspor (Pokalsieger) |
| Galatasaray Istanbul (Meister)                                | Elfmeterschießen | | Akhisarspor (Pokalsieger) |
| Galatasaray Istanbul (Meister)                                | 1:1 Selçuk İnan 2:2 Eren Derdiyok 3:3 Sofiane Feghouli 4:4 Garry Rodrigues Bafétimbi Gomis | 0:1 Güray Vural 1:2 Daniel Larsson 2:3 Ömer Bayram 3:4 Miguel Lopes 4:5 Jewhen Selesnjow | Akhisarspor (Pokalsieger) |
| Galatasaray Istanbul (Meister)                                | Garry Rodrigues (78.), Serdar Aziz (116.) | Mustafa Yumlu (15.), Dany Nounkeu (43.), Elvis Manu (45.+4') | Akhisarspor (Pokalsieger) |
| Galatasaray Istanbul (Meister)                                | Spieler des Spiels: Jewhen Selesnjow | | Akhisarspor (Pokalsieger) |
| 5. August 2018 um 19:45 Uhr in Konya (Konya Büyükşehir Stadı) | | |                           |
| Ergebnis: 1:1 n. V. (1:1, 0:1), 4:5 i. E.                     | | |                           |
| Schiedsrichter: Cüneyt Çakır                                  | | |                           |
| Spielbericht                                                  | | |                           |

## TFF Süper Kupa 2019
| Galatasaray Istanbul (Meister/Pokalsieger)               | Galatasaray Istanbul (Meister/Pokalsieger) | Akhisarspor (Pokalfinalist) | Akhisarspor (Pokalfinalist) |
| -------------------------------------------------------- | --- | --- | --------------------------- |
| Galatasaray Istanbul (Meister/Pokalsieger)               | \| 7. August 2019 um 20.30 Uhr in Ankara (Eryaman Stadyumu) \| \| Ergebnis: 1:0 (1:0) \| \| Schiedsrichter: Halil Umut Meler \| \| Spielbericht \|                                                                                         | \| 7. August 2019 um 20.30 Uhr in Ankara (Eryaman Stadyumu) \| \| Ergebnis: 1:0 (1:0) \| \| Schiedsrichter: Halil Umut Meler \| \| Spielbericht \| | Akhisarspor (Pokalfinalist) |
| Galatasaray Istanbul (Meister/Pokalsieger)               | Fernando Muslera – Yūto Nagatomo, Marcão, Christian Luyindama, Mariano – Adem Büyük (72. Emre Mor), Selçuk İnan , Jean Seri, Jimmy Durmaz (81. Sofiane Feghouli), Younès Belhanda (90.+1' Ryan Donk) – Ryan Babel Cheftrainer: Fatih Terim | Gökhan Değirmenci – Kadir Keleş , Alperen Babacan, Edin Cocalić, Tolga Ünlü – Erhan Çelenk (70. Bertuğ Bayar), Rajko Rotman, Aykut Çeviker (81. Eray Ataseven), Burhan Eşer (64. Onur Ayık), Theódór Elmar Bjarnason – Avdija Vršajević Cheftrainer: Mehmet Altıparmak | Akhisarspor (Pokalfinalist) |
| Galatasaray Istanbul (Meister/Pokalsieger)               | 1:0 Younès Belhanda (39.) | | Akhisarspor (Pokalfinalist) |
| Galatasaray Istanbul (Meister/Pokalsieger)               | Mariano (66.), Younès Belhanda (66.) | Theódór Elmar Bjarnason (34.), Tolga Ünlü (56.), Bertuğ Bayar (80.) | Akhisarspor (Pokalfinalist) |
| Galatasaray Istanbul (Meister/Pokalsieger)               | Spieler des Spiels: Younès Belhanda | | Akhisarspor (Pokalfinalist) |
| 7. August 2019 um 20.30 Uhr in Ankara (Eryaman Stadyumu) | | |                             |
| Ergebnis: 1:0 (1:0)                                      | | |                             |
| Schiedsrichter: Halil Umut Meler                         | | |                             |
| Spielbericht                                             | | |                             |

## TFF Süper Kupa 2020
| Istanbul Başakşehir FK (Meister)                                  | Istanbul Başakşehir FK (Meister) | Trabzonspor (Pokalsieger) | Trabzonspor (Pokalsieger) |
| ----------------------------------------------------------------- | --- | --- | ------------------------- |
| Istanbul Başakşehir FK (Meister)                                  | \| 27. Januar 2021 um 20.45 Uhr in Istanbul (Atatürk-Olympiastadion) \| \| Ergebnis: 1:2 (0:0) \| \| Schiedsrichter: Yaşar Kemal Uğurlu \| \| Spielbericht \|                                                                                            | \| 27. Januar 2021 um 20.45 Uhr in Istanbul (Atatürk-Olympiastadion) \| \| Ergebnis: 1:2 (0:0) \| \| Schiedsrichter: Yaşar Kemal Uğurlu \| \| Spielbericht \|                                                                                       | Trabzonspor (Pokalsieger) |
| Istanbul Başakşehir FK (Meister)                                  | Mert Günok – Hasan Ali Kaldırım, Alexandru Epureanu , Carlos Ponck, Ömer Ali Şahiner – Junior Fernándes (76. Léo Duarte), Azubuike Okechukwu (55. Enzo Crivelli), Mehmet Topal, Deniz Türüç (90. Fredrik Gulbrandsen) – Demba Ba Cheftrainer: Okan Buruk | Uğurcan Çakır – Marlon, Vitor Hugo, Edgar Ié, Serkan Asan – Anthony Nwakaeme, Abdulkadir Parmak (45. Lewis Baker), Flávio (77. Yusuf Sarı), Berat Özdemir, Caleb Ekuban (90. Benik Afobe) – Djaniny (90. Majid Hosseini) Cheftrainer: Abdullah Avcı | Trabzonspor (Pokalsieger) |
| Istanbul Başakşehir FK (Meister)                                  | 1:1 Demba Ba (58., Handelfmeter) | 0:1 Djaniny (47.) 1:2 Caleb Ekuban (85.) | Trabzonspor (Pokalsieger) |
| Istanbul Başakşehir FK (Meister)                                  | Alexandru Epureanu (28.), Deniz Türüç (88.), Enzo Crivelli (88.), Demba Ba (90.) | Edgar Ie (56.), Berat Özdemir (90.), Marlon (90.) | Trabzonspor (Pokalsieger) |
| Istanbul Başakşehir FK (Meister)                                  | Alexandru Epureanu (73.) | | Trabzonspor (Pokalsieger) |
| Istanbul Başakşehir FK (Meister)                                  | Spieler des Spiels: Caleb Ekuban | | Trabzonspor (Pokalsieger) |
| 27. Januar 2021 um 20.45 Uhr in Istanbul (Atatürk-Olympiastadion) | | |                           |
| Ergebnis: 1:2 (0:0)                                               | | |                           |
| Schiedsrichter: Yaşar Kemal Uğurlu                                | | |                           |
| Spielbericht                                                      | | |                           |

## Turkcell Süper Kupa 2021
| Beşiktaş Istanbul (Meister/Pokalsieger)                                  | Beşiktaş Istanbul (Meister/Pokalsieger) | Antalyaspor (Pokalfinalist) | Antalyaspor (Pokalfinalist) |
| ------------------------------------------------------------------------ | --- | --- | --------------------------- |
| Beşiktaş Istanbul (Meister/Pokalsieger)                                  | \| 5. Januar 2022 um 20:45 Uhr in ar-Rayyan (Katar) (Ahmed bin Ali Stadium) \| \| Ergebnis: 1:1 n. V. (1:1, 1:0), 4:2 i. E. \| \| Schiedsrichter: Halil Umut Meler \| \| Spielbericht \| | \| 5. Januar 2022 um 20:45 Uhr in ar-Rayyan (Katar) (Ahmed bin Ali Stadium) \| \| Ergebnis: 1:1 n. V. (1:1, 1:0), 4:2 i. E. \| \| Schiedsrichter: Halil Umut Meler \| \| Spielbericht \| | Antalyaspor (Pokalfinalist) |
| Beşiktaş Istanbul (Meister/Pokalsieger)                                  | Ersin Destanoğlu – Rıdvan Yılmaz (103. Welinton), Javi Montero, Domagoj Vida, Valentin Rosier – Cyle Larin (79. Alex Teixeira), Atiba Hutchinson , Miralem Pjanić (68. Umut Meraş), Josef de Souza Dias, Kenan Karaman (80. Emirhan İlkhan) – Michy Batshuayi Cheftrainer: Önder Karaveli (interim) | Ruud Boffin – Veysel Sarı , Fjodor Kudrjaschow, Eren Albayrak (46. Paul Mukairu) – Güray Vural, Andrea Poli (95. Sherel Floranus), Deni Milošević (64. Hakan Özmert), Bünyamin Balcı – Doğukan Sinik (98. Mustafa Erdilman), Enzo Crivelli (75. Gökdeniz Bayrakdar), Houssam Ghacha (64. Amilton) Cheftrainer: Alfons Groenendijk ( Niederlande), Nuri Şahin (Teamchef) | Antalyaspor (Pokalfinalist) |
| Beşiktaş Istanbul (Meister/Pokalsieger)                                  | 1:0 Atiba Hutchinson (33.) | 1:1 Atiba Hutchinson (74.) | Antalyaspor (Pokalfinalist) |
| Beşiktaş Istanbul (Meister/Pokalsieger)                                  | Elfmeterschießen | | Antalyaspor (Pokalfinalist) |
| Beşiktaş Istanbul (Meister/Pokalsieger)                                  | 1:1 Alex Teixeira 2:1 Michy Batshuayi 3:2 Atiba Hutchinson 4:2 Domagoj Vida | 0:1 Güray Vural Destanoğlu hält gegen Erdilman 2:2 Hakan Özmert Sherel Floranus trifft die Latte | Antalyaspor (Pokalfinalist) |
| Beşiktaş Istanbul (Meister/Pokalsieger)                                  | Miralem Pjanić (55.), Welinton (113.) | Veysel Sarı (4.), Ruud Boffin (60.) | Antalyaspor (Pokalfinalist) |
| Beşiktaş Istanbul (Meister/Pokalsieger)                                  | Spieler des Spiels: Atiba Hutchinson | | Antalyaspor (Pokalfinalist) |
| 5. Januar 2022 um 20:45 Uhr in ar-Rayyan (Katar) (Ahmed bin Ali Stadium) | | |                             |
| Ergebnis: 1:1 n. V. (1:1, 1:0), 4:2 i. E.                                | | |                             |
| Schiedsrichter: Halil Umut Meler                                         | | |                             |
| Spielbericht                                                             | | |                             |

## Turkcell Süper Kupa 2022
| Trabzonspor (Meister)                                 | Trabzonspor (Meister) | Sivasspor (Pokalsieger) | Sivasspor (Pokalsieger) |
| ----------------------------------------------------- | --- | --- | ----------------------- |
| Trabzonspor (Meister)                                 | \| 30. Juli 2022 in Istanbul (Atatürk Olimpiyat Stadyum) \| \| Ergebnis: 4:0 (1:0) \| \| Zuschauer: 46.732 \| \| Schiedsrichter: Mete Kalkavan \| \| Spielbericht \| | \| 30. Juli 2022 in Istanbul (Atatürk Olimpiyat Stadyum) \| \| Ergebnis: 4:0 (1:0) \| \| Zuschauer: 46.732 \| \| Schiedsrichter: Mete Kalkavan \| \| Spielbericht \| | Sivasspor (Pokalsieger) |
| Trabzonspor (Meister)                                 | Uğurcan Çakır – Eren Elmalı, Vitor Hugo, Dorukhan Toköz, Jens Stryger Larsen – Marek Hamšík ( 82. Doğucan Haspolat), Abdülkadir Ömür ( 82. Emrehan Gedikli), Anastasios Bakasetas – Trezeguet ( 73. Manolis Siopis), Andreas Cornelius ( 58. Djaniny), Edin Višća ( 73. Jean Evrard Kouassi) Cheftrainer: Abdullah Avcı | Ali Vural – Uğur Çiftçi, Aaron Appindangoyé ( 62. Kerem Atakan Kesgin), Caner Osmanpaşa, Murat Paluli ( 73. Leke James) – Robin Yalçın, Fredrik Ulvestad, Max Gradel ( 81. Ziya Erdal), Hakan Arslan , Erdoğan Yeşilyurt ( 82. Dimitrios Goutas) – Mustapha Yatabaré ( 62. Karol Angielski) Cheftrainer: Rıza Çalımbay | Sivasspor (Pokalsieger) |
| Trabzonspor (Meister)                                 | 1:0 Cornelius (37.) 2:0 Cornelius (51.) 3:0 Stryger Larsen (64.) 4:0 Bakasetas (76., Foulelfmeter) | | Sivasspor (Pokalsieger) |
| Trabzonspor (Meister)                                 | Cornelius (30.), Gedikli (90.+1') | Gradel (68.) | Sivasspor (Pokalsieger) |
| Trabzonspor (Meister)                                 | Spieler des Spiels: Andreas Cornelius | | Sivasspor (Pokalsieger) |
| 30. Juli 2022 in Istanbul (Atatürk Olimpiyat Stadyum) | | |                         |
| Ergebnis: 4:0 (1:0)                                   | | |                         |
| Zuschauer: 46.732                                     | | |                         |
| Schiedsrichter: Mete Kalkavan                         | | |                         |
| Spielbericht                                          | | |                         |

## Turkcell Süper Kupa 2023
| Galatasaray Istanbul (Meister)                | Galatasaray Istanbul (Meister) | Fenerbahçe Istanbul (Pokalsieger) | Fenerbahçe Istanbul (Pokalsieger) |
| --------------------------------------------- | --- | --- | --------------------------------- |
| Galatasaray Istanbul (Meister)                | \| 7. April 2024[17] in 11 Nisan Stadyumu, Şanlıurfa \| \| Ergebnis: 1:0 (abgebrochen) \| \| Schiedsrichter: Volkan Bayarslan \| \| Spielbericht \|                                                         | \| 7. April 2024[17] in 11 Nisan Stadyumu, Şanlıurfa \| \| Ergebnis: 1:0 (abgebrochen) \| \| Schiedsrichter: Volkan Bayarslan \| \| Spielbericht \|                                                          | Fenerbahçe Istanbul (Pokalsieger) |
| Galatasaray Istanbul (Meister)                | Fernando Muslera – Derrick Köhn, Abdülkerim Bardakcı, Victor Nelsson, Kaan Ayhan – Kerem Aktürkoğlu, Lucas Torreira, Berkan Kutlu, Barış Alper Yılmaz, Dries Mertens – Mauro Icardi Cheftrainer: Okan Buruk | Furkan Onur Akyüz – Ümitcan Okan, Yusuf Akçiçek, Efekan Karayazı, Mustafa Akyıldız – Görkem Demirel, Muhammet İmre, Zeki Dursun, Emirhan Arkutcu, Kerem Kayaarası – Çağrı Fedai Cheftrainer: Zeki Murat Göle | Fenerbahçe Istanbul (Pokalsieger) |
| Galatasaray Istanbul (Meister)                | 1:0 Mauro Icardi (1.) | | Fenerbahçe Istanbul (Pokalsieger) |
| 7. April 2024 in 11 Nisan Stadyumu, Şanlıurfa | | |                                   |
| Ergebnis: 1:0 (abgebrochen)                   | | |                                   |
| Schiedsrichter: Volkan Bayarslan              | | |                                   |
| Spielbericht                                  | | |                                   |

## Turkcell Süper Kupa 2024
Im türkischen Superpokalspiel 2024 wurden neue Rekorde aufgestellt. Der Stürmer Ciro Immobile erzielte in seinem ersten Beşiktaş-Pflichtspieleinsatz nach einem Abwehrfehler von Victor Nelsson zur 23. Spielsekunde das schnellste Tor des Wettbewerbs. Danach erzielte die Beşiktaş-Mannschaft bis zum Spielende weitere vier Tore zum 5:0-Sieg, womit Beşiktaş nach 1933 und 1940 in seiner Vereinsgeschichte zum dritten Mal ein 5:0-Rekord-Derbyspielsieg gegenüber Galatasaray gelang und damit stellten sie auch den höchsten Spielsieg des türkischen Supercup-Wettbewerbs auf. Woraus auch der Galatasaray-Trainer Okan Buruk seine höchste Spielniederlage seiner Galatasaray-Trainerkarriere erlitt.
| Galatasaray Istanbul (Meister)                                          | Galatasaray Istanbul (Meister) | Beşiktaş Istanbul (Pokalsieger) | Beşiktaş Istanbul (Pokalsieger) |
| ----------------------------------------------------------------------- | --- | --- | ------------------------------- |
| Galatasaray Istanbul (Meister)                                          | \| 3. August 2024 um 20:45 Uhr (UTC+3) in Atatürk-Olympiastadion, Istanbul \| \| Ergebnis: 0:5 (0:1) \| \| Zuschauer: 70.847 \| \| Schiedsrichter: Atilla Karaoğlan \| \| Spielbericht \| | \| 3. August 2024 um 20:45 Uhr (UTC+3) in Atatürk-Olympiastadion, Istanbul \| \| Ergebnis: 0:5 (0:1) \| \| Zuschauer: 70.847 \| \| Schiedsrichter: Atilla Karaoğlan \| \| Spielbericht \|                                                                                             | Beşiktaş Istanbul (Pokalsieger) |
| Galatasaray Istanbul (Meister)                                          | Fernando Muslera – Derrick Köhn, Abdülkerim Bardakcı, Victor Nelsson, Kaan Ayhan – Lucas Torreira (75. Wilfried Zaha), Berkan Kutlu (60. Kerem Demirbay), Kerem Aktürkoğlu (46. Barış Alper Yılmaz), Dries Mertens (46. Michy Batshuayi), Hakim Ziyech (60. Yunus Akgün) – Mauro Icardi Cheftrainer: Okan Buruk | Mert Günok – Arthur Masuaku, Omar Colley, Gabriel Paulista, Jonas Svensson – Al-Musrati, Gedson Fernandes (90. Salih Uçan), Semih Kılıçsoy (68. Jean Onana), Rafa Silva, Milot Rashica (86. Onur Bulut) – Ciro Immobile (85. Mustafa Hekimoğlu) Cheftrainer: Giovanni van Bronckhorst | Beşiktaş Istanbul (Pokalsieger) |
| Galatasaray Istanbul (Meister)                                          | 0:1 Immobile (1.) 0:2 Svensson (53.) 0:3 Immobile (81. Foulelfmeter) 0:4 Rafa Silva (90.+1') 0:5 Hekimoğlu (90.+2') | | Beşiktaş Istanbul (Pokalsieger) |
| Galatasaray Istanbul (Meister)                                          | Kutlu (17.), Torreira (20.), Aktürkoğlu (42.), Yılmaz (73.) | Colley (11.), Kılıçsoy (20.), Immobile (47.), Fernandes (73.) | Beşiktaş Istanbul (Pokalsieger) |
| Galatasaray Istanbul (Meister)                                          | Nelsson (87.) | | Beşiktaş Istanbul (Pokalsieger) |
| Galatasaray Istanbul (Meister)                                          | Spieler des Spiels: Ciro Immobile | | Beşiktaş Istanbul (Pokalsieger) |
| 3. August 2024 um 20:45 Uhr (UTC+3) in Atatürk-Olympiastadion, Istanbul | | |                                 |
| Ergebnis: 0:5 (0:1)                                                     | | |                                 |
| Zuschauer: 70.847                                                       | | |                                 |
| Schiedsrichter: Atilla Karaoğlan                                        | | |                                 |
| Spielbericht                                                            | | |                                 |